# 六四事件
六四事件，又稱八九民运、八九学运、天安门起义或六四天安門事件，中国官方称1989年春夏之交的政治风波，广义上指1989年4月中旬开始的，以对胡耀邦的纪念活动为引爆点、由中国大陆高校学生发起、持续近两个月的全境示威运动；狹義上指六四清场，即1989年6月3日晚間至6月4日凌晨，中央军委调集解放军戒严部队、武警部队与民警在天安门广场对示威者进行的武力清场行动。
六四事件被认为是中华人民共和国历史的转折点，其以武力鎮壓告终，标志着自改革開放以來推动的中国政治体制改革迈向失败。赵紫阳为首的中共溫和派高层事後被撤职，而在1980年代被推动的自由化改革与民间的“新启蒙运动”亦就此停止，此後官方只批准了很少数量的遊行活動。在中國，六四事件的後果除了造成政治环境大幅度收緊，在經濟方面也直接导致了中華人民共和國改革开放的放缓，直至1992年邓小平南巡后才重新提速。不過六四事件引发了国际社会的高度关注，在天安门清场后，多数发达国家对镇压行为表示谴责甚至進行制裁，而发展中国家则多对镇压行为表示同情或支持；尽管东方阵营国家看法不一，六四的慘痛後果令1989年年底东欧出現自由化呼聲時沒有發生流血衝突，學運最終仍有多少影響到东方阵营民主化浪潮的成功。
迄今在中国大陆，六四事件仍是高度敏感的历史事件。除非遇到必须提及该事件的场合（如党史、悼词等），六四事件的相关内容一般不会出现在官方媒体上。为了规避言論審查，民间往往使用各种代称评论该事件。

## 名称释义

### 广义与狭义含义
广义上，“六四事件”或“六四天安门事件”（简称“六四”）指1989年4月始于北京并波及中国大陆的抗議活動，其导火索是胡耀邦逝世以及民众随后对胡耀邦的纪念活动，因而更广义的稱呼亦有“八九民运”、“八九学运”等。关于该事件的命名依據，其中一方面是要和過去發生在天安門廣場的重要活動的命名習慣一致（如五四運動、四五運動），也有人使用「六四運動」描述整起示威活動。與海外聚焦于六四清场的態度不同，在中國大陸境內，使用「六四」系列词汇提及的范围较大，涵盖整个广义的“八九民运”。
狭义上，“六四事件”得名于中國人民解放軍進駐天安門廣場、要求抗議群眾撤離的行动日期（尽管軍隊在6月3日晚上便已開始執行清場），即“六四清场”。中國大陸以外也將该事件稱作「六四鎮壓」或「六四屠殺」。

### 官方称法
1989年以来，中国政府主要使用“1989年春夏之交的政治风波”指稱从1989年4月中旬（胡耀邦逝世）至6月9日（邓小平接见戒严部队军以上干部讲话），或至1990年初结束（北京市结束戒严）的广义上的“六四事件”；同时中国政府一直维持其对“制止动乱和平息反革命暴乱”的定性，“动乱”的时间范围与“政治风波”即广义的“六四事件”一致，“暴乱”则局限于6月3日凌晨起的约一日时间，与狭义的“六四事件”一致。
具体来说，1989年4月26日人民日报发表社论必须旗帜鲜明地反对动乱后，中國政府已经將这场政治运动定性為「動亂」。6月3日局势升级，中国政府又称北京发生了「反革命暴亂」。“动乱”与“反革命暴乱”有时候简称“两乱”。“暴乱”平息后，1989年6月9日下午邓小平于中南海怀仁堂发表《在接见首都戒严部队军以上干部时的讲话》时使用“风波”一词。至迟在1991年，中国政府和学界就已开始使用“1989年春夏之交的（中国）政治风波”“（1989年）‘六·四’政治风波”等词；或简称“1989年政治风波”等。“1989年春夏之交的政治风波”作为专名短语收录进了《中国共产党历史系列辞典与《中国大百科全书》，并将英文名定为。同时，“动乱”和“暴乱”的定性也一直维持，出现在介绍“1989年春夏之交的政治风波”的具体文字中。“动乱”即整场政治风波，“暴乱”的时间范围则局限于6月3日凌晨，指自此开始“暴徒打、抢、烧、杀等破坏活动，次日被戒严部队平息”的“动乱发展”。

### 西方称法
西方世界在描述该事件的經過時，經常使用「1989年天安門廣場抗議」或「天安門镇压」的说法来称呼该事件。1990年代时，西方新聞媒體更多使用「天安門大屠殺」這類字詞，但在2010年及其之后的相關報導中逐漸減少其使用；主要是因为多数暴力衝突並非發生在天安門廣場上，而是在北京城西的木樨地。不過「天安門廣場抗議」或「天安門事件」等字詞容易讓人误以為整個示威活動只發生在北京，而不是中国大陆全境。

### 代名词
在中国大陆的绝大多数网站上，关于该事件的相关名稱皆被列為「敏感詞」，為繞過網路審查，許多形容该事件的代名词应运而生，包括「5月35日」、「ⅥⅣ」、「2^6」、“8平方”、“liu四”、“ IIXVIIIIX”、“陆肆”、“三月九十六号”等。隨著上述字詞的傳播，如今中国大陆的绝大多数网站也將這些視為自我審查詞彙，难以通过其进行检索。

## 事件背景

### 拨乱反正与改革开放
1976年10月6日，时值毛泽东之死的27天后，最高领导人華國鋒联合叶剑英、汪东兴、李先念等人，调动部队逮捕了江青、王洪文、张春桥、姚文元等毛泽东的政治盟友，文化大革命以政变手段宣告结束。长达十年的文化大革命冲击了中国经济与社会结构，国家由于经济生产的放缓或停顿而陷入贫困之中，泛意识形态化也深刻地影响了政府的运作与民众的生活。
1977年7月，中共十屆三中全會召開，大會恢復了鄧小平的中共中央副主席、國務院副總理、中央軍委副主席和解放軍總參謀長的職務；同年9月，邓小平提出拨乱反正主张，意图消除文化大革命的负面影响。1978年12月中共十一屆三中全會召開後，獲得最高權力的鄧小平宣布实施改革開放政策，推动国家的社会经济发展。同時鄧小平提拔改革派成員擔任要职，其中中共中央秘书长胡耀邦在1980年2月被任命為中共中央书记处总书记，以分割华国锋的權力。同年9月，趙紫陽接替華國鋒擔任国务院总理；1981年，胡耀邦接替华国锋担任中國共產黨中央委員會主席，自此改革派進入最高領導層。儘管市场化的經濟政策为政府博得了部分好感，但人民对官員腐敗和裙帶關係的擔憂亦不斷增長:91-92,1014。

### 经济危机
改革开放前，中國長期透過中央制定的计划定價機制，讓商品價格穩定處在較低水平。但这一举措也減少了製造者增加產量的誘因。改革开放初期，中國政府採取部分產品價格固定、部分商品允許價格波動的价格双轨制。但由于市場上長期產品短缺而物价较高。部分人则可利用权力以低價購入產品，之後再以市場價販售，时谓“官倒”。此外，政府的貨幣供應量增发過多且過快，造成至少有三分之一的工廠無法赚取利潤；但1988年減少貨幣供應後，又使得許多金融貸款無法正常兌現:1。1988年，鄧小平在北戴河會議上同意以市場經濟為基礎，讓價格體系得以恢復正常:127。
但價格管制將放鬆的消息傳開後，隨即引起民間恐慌，中國各地民眾大量提領現金並購買商品囤積:127。不到两週內，政府便立即撤銷價格改革的政策，但價格闖關帶來的影響明顯延續一段時間，民間社會面臨快速通貨膨脹的問題。在官方提出的消費者物價指數報告中，指出北京市的物價於1987年至1988年期間增長30%，許多工薪阶层因為無法購買大眾商品而感到恐慌。在新的市場經濟體制下，許多無法獲益的國有企業也被迫削減成本，讓過去擁有工作保障與社會福利的鐵飯碗開始面臨生活的壓力:600-601:54。

### 社会问题
改革開放以後，中国社会涌现了官倒、权钱交易、政治腐敗、特权横行、贫富分化等大量社会问题。此外，改革派領導人設想知識分子會在未来發揮主導作用，領導國家實施更多的經濟改革政策。儘管政府陸續設立新的大學，並增加各校的招生名額，但情況並未如計劃設想般實際發生。一方面因國家所指導的教育體制，並未充分和市場需求不斷增長的農、輕工、服務業与外國投資等領域結合；另一方面因專精於社會科學和人文科學的學生，則必須進入有限的就業市場。新开设的私立企业并不接受國家分配毕业生，然而高收入的工作則由具裙帶關係者取得。其中條件优厚的工作岗位都被取得後，剩下的职位往往是績效较差的部門，掌握實質權力者則在該領域並無專長600-601。81,82,84,89
面對慘淡的就業市場和有限的出國機會，知識分子與學生們認為憑藉處理政治問題，從而能使以上問題得到解決。這讓北京市各個大學的校園中出現了以研究政治為主的小規模「民主沙龍」社團:137，這些組織逐漸激發了學生參與政治的興趣:127。受到中國的經濟社會逐漸朝向資本主義的影響，中國名義上仍保留的社會主義，在意識形態上也面臨信任危機:57。對於民營企業的審核制度，則讓許多不良的商人能以寬鬆的法律優勢致富，甚至常在過去強調「沒有窮人」的社會中炫耀擁有的財富:600-601。財富分配不公的問題引起了民眾的強烈不滿，也普遍對於國家的前途感到幻滅。

### 派系斗争
当时，人們希望中國政府能做出其他改變的作為時，结果政府部門遲遲沒有進一步的動作:57。在改革開放的政策制定和實施後，面對伴隨而來浮現的種種問題，領導高層之間在處理辦法上出現分歧。但儘管內部因為意識形態而浮現派系衝突，雙方人馬都需要獲得最高領導人鄧小平的支持，才能實施各項重要決策。
以胡耀邦、赵紫阳為首的改革派，主張進一步實施政治自由化的方針。藉由設立允許多種想法的渠道，讓民眾能夠表達不滿，並進一步支持改革。改革派成员还包括：胡启立、万里、彭冲、习仲勋、田纪云、鲍彤、阎明复、李锐等。
另一方面，以中共中央紀委第一書記陳雲、中國國家主席李先念為首的保守派，則認為改革開放已經施行過多激进政策。因而認為重新加強控制以確保社會穩定，並與中国官方的社會主義主張维持一致。保守派成员还包括：王震、李鹏、薄一波、姚依林、邓力群等。

### 政治体制改革
1980年8月18日，邓小平在中共中央政治局扩大会议上作了《党和国家领导制度改革》的讲话（俗称“8.18讲话”），指出权力过分集中是中国当下官僚主义的“总病根”。邓小平提出要进行政治体制改革，建议废除干部领导职务终身制，提倡民主集中制，并向全国人大提出全面修宪建议。但波兰团结工会事件对中共政治体制改革产生了一定负面影响。1982年12月4日，第五届全国人民代表大会第五次会议审议通过了具有历史性意义的《八二宪法》，该宪法也成为了中华人民共和国的第四部宪法，收入了许多宪政主义的内容和条款，为改革开放奠基。
随着改革开放的加速，中国社会出现了官倒、权钱交易、腐败、特权等问题，经济改革亦受到既有政治体制的阻碍。1986年上半年，邓小平再次提出“政治改革”并启动了“政治体制改革”的研讨和制定，同年9月“中央政治体制改革研讨小组”成立，成员包括赵紫阳、胡启立、田纪云、薄一波、彭冲。10月，赵紫阳提议的中央政改小组办公室成立，具体负责人包括鲍彤、严家其、贺光辉、周杰。
邓小平的政治改革出发点是，在中国共产党一党专政的前提下，实行党政分开、提高行政效率、革除官僚主义弊端、推动经济制度进一步改革等，但不能照抄西方的宪政制度，他强调：“不能放弃专政，不能迁就要求民主化的情绪。...... 要搞一个增强行政效能的体制，机构要精简。......讲民主必须要和法制联系起来讲，把法制搞起来，才能有稳定的社会环境。我们的行政机构应该很有效能。 ” 与此同时，其他人士还公开提出了“多党制”、“三权分立”、“议会民主”、“司法独立”等西方宪政主义的架构。虽然这些与邓小平等人的中国官方改革观点可能有所不同，但在当时比较宽松的政治气氛下，并没有受到过多的抑制与打压。
1987年10月，中共十三大召开，赵紫阳作了题为《沿着有中国特色的社会主义道路前进》的报告，该报告由鲍彤负责起草，提出并论述了政治体制改革的方案和设想，阐述了社会主义初级阶段理论，提出了一个中心、两个基本点的概念。该报告的第五部分详细论述了政治体制改革，将邓小平1980年的“8.18讲话”作为改革的指导性文件，阐述了许多符合宪政主义的内容，其中包括进一步实行党政分开、权力下放、提倡法治和监督、完善选举制度等。十三大还首次实行了差额选举，赵紫阳正式当选为中共中央总书记、鲍彤当选为中共中央委员、不久后鲍彤又被任命为中央常委政治秘书。1987年底，中共中央政治体制改革研究室成立。

### 民间新思潮
文革结束后，在1978年拨乱反正时，魏京生等知識分子便呼吁政治改革，並在西單民主牆張貼持有不同政見的大字報。此時民眾被允許宣傳政治自由和民主化的短暫時期，又被稱作「北京之春」。但魏京生在1979年3月遭到逮捕，西單民主牆也於同年12月時被迫封閉。而1978年拨乱反正时期开展的真理标准大讨论，促成了全社会的一次思想解放运动，由此诞生了贯穿中国大陆1980年代的“新启蒙运动”，提倡五四精神“民主”与“科学”，提倡人道主义和普世价值，反文革、反封建、反传统（文化热）。1983年[中共保守派发起的“清除精神污染”运动曾对“新启蒙”产生了一定阻碍，但在胡耀邦等人的干预下，清污运动逐渐结束。
1986年夏，“新启蒙”代表人物方勵之開始在中國各地大學展開個人訪談之旅，主要談論自由、人權、權力分立等內容。隨後方勵之成為當時社會大受歡迎的人物，他的發言記錄也在學生間廣為流傳。對此鄧小平曾警告方勵之主張崇拜西方的生活方式、資本主義和多黨制度，將意味著損害中國的傳統價值觀、社會主義的意識形態、以及中國共產黨的領導能力。受到方勵之的演講、中国政治体制改革的重启以及世界各地爆發的群眾運動影響，學生在1986年12月發起示威，抗议改革開放的步伐過於緩慢。其中參與示威遊行的學生提出許多訴求，這包括有經濟自由化、民主、法治等要求:56-57。雖然這次抗議最初是在合肥市附近進行，但很快地學生運動便蔓延至各大城市。對此中央領導階層感到驚慌，並開始指責抗議學生試圖煽動文革式的動亂65。
之後，中共中央总书记胡耀邦被内部指責對抗議活動的態度過於軟弱，以及因為沒有適當處理這次事件而引起社會動亂。1987年1月16日，胡耀邦下台，但保留政治局委員的身份65。在胡耀邦辭職後，保守派在邓小平的支持下顺势展开了“反对资产阶级自由化”的左倾运动，開始打壓支持胡耀邦觀點、政治自由化和西方風格者:685。這項運動也制止了學生運動的發展，並且使得政治環境一度封閉起來，但胡耀邦也因而獲得改革派人士、知識分子以及學生們的歡迎:138。然而“反对资产阶级自由化”运动遭到了时任国务院总理赵紫阳的反对，赵紫阳认为保守派利用了“反自由化运动”来反对和否定改革开放，并以此说服了邓小平，该运动随后于1987年中期结束。

### 国际局势

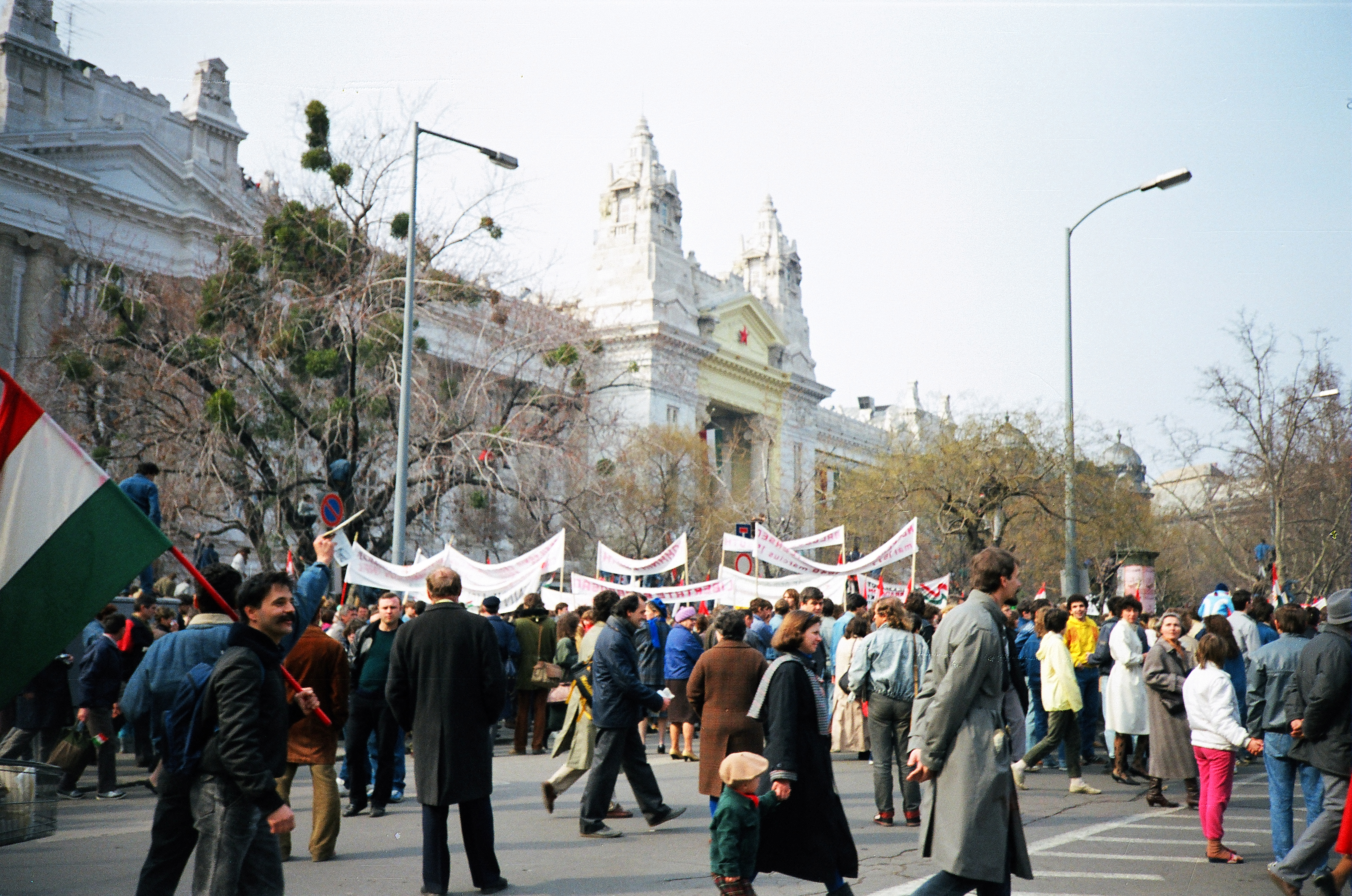
1989年3月15日，匈牙利電視台前的抗議群眾

1980年代末，东方集团各国亦爆发民主化浪潮。戈巴契夫上台后便于蘇聯實行經濟、政治等各方面改革，力推民主化；团结工会于1989年2月在波兰圆桌会议中争取合法地位后亦推动民主改革，並在1989年波兰议会选举中赢得全部自由竞争席位:37。之後，匈牙利、东德、保加利亚、捷克斯洛伐克、罗马尼亚等社会主义阵营国家相继发生民主化抗議浪潮，谋求结束本國的獨裁政體。在此背景，崇尚民主思潮的知識份子、留学生与高校學生开始认为：「改革開放」後政制改革過慢、獨裁制度未變，因而出现官倒、腐敗、通脹等社會問題:64,215，這使到學生之間開始流傳著徹底的政治改革方可改變現狀的觀點。:33

## 事件起始與緩和

### 胡耀邦逝世

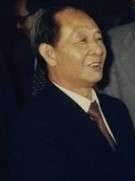
胡耀邦的逝世被认为是六四事件的导火索

1989年4月15日，胡耀邦因心脏病逝世，隨後引起學生们對胡耀邦的紀念活動，激发了群眾聚集的最初動力。大學校園裡陸續出現許多歌頌胡耀邦的宣傳海報，呼籲政府重新審視胡耀邦的觀點。幾天後，大量海報開始更为直接地提及政治問題，包括新闻自由、民主制度、官員貪污等:147。4月15日後，部分悼念胡耀邦的民眾在天安門廣場人民英雄纪念碑附近，自發組織小規模集會。同日，北京大學與清華大學也在校園內設立胡耀邦的靈堂，北京當地學生陸續聚集在天安門廣場上。4月16日，西安与上海的学生们開始組織類似的小規模學生聚會。
在部分大學生主導下，原本单纯悼念的活動轉向要求政府控制通貨膨脹、處理失業問題、解決官员腐败、政府問責、新聞自由、民主政治與结社自由等。4月17日，中国政法大学的學生為紀念胡耀邦而製作大型花圈，在同一天有更多群眾集結在天安門廣場上:148。下午5時，500名中國政法大學學生抵達靠近天安門廣場的人民大會堂東門，以表哀悼胡耀邦之意。之後來自不同背景的演講者舉辦公開演說，內容包括有紀念胡耀邦、討論社會問題等。由於這些行為被視為將阻礙人民大會堂的運作，因此警方很快便介入示威群眾的聚會，並試圖說服學生離開天安門廣場。4月17日晚上，3,000多名北京大學學生在天安門廣場進行學校學生的遊行活動，很快地近千名來自清華大學的大學學生也參加遊行。兩隊學生抵達廣場後，很快就與先前聚集在廣場上的群眾會合。隨著活動規模的增大，聚會活動逐漸演變成為示威抗議，學生們開始起草並向政府提出七項要求：

1. 重新評價胡耀邦同志的功過是非、肯定其「民主、自由、寬鬆、和諧」的觀點。
2. 嚴懲毆打學生和群眾的兇手，要求有關責任者向受害者賠禮道歉。
3. 盡快公佈新聞法，保障新聞自由，允許民間辦報。
4. 要求國家領導幹部向全國人民公開其本人及家屬的實際財產收入，嚴查官倒，公佈詳情。
5. 要求國家有關領導人就教育政策的失誤對全國人民作出正式檢討並追究責任，要求大幅度增加教育經費，提高知識分子待遇。
6. 重新評價反資產階級自由化運動，並為在期間蒙受不白之冤的公民徹底平反。
7. 強烈要求新聞機構給予這次民主愛國運動以公正如實及時的報道。:148

4月18日上午，王丹等人在人民大會堂前靜坐，要求政府接受七項要求。一些群眾聚集在紀念碑周圍吟唱愛國歌曲，另外學生也在天安門廣場上主辦演講活動。此時王丹和另一名學生郭海峰進入人民大會堂，與全國人大信訪局的局長會面。王丹和郭海峰向信訪局局長提交七項要求。信訪局長表示會向上級部門提交七項要求，但希望學生不要靜坐，回到學校。王丹和郭海峰表示未能確認轉交前不會停止靜坐回到學校。王丹和郭海峰回到人民大會堂外靜坐後，又第二次進入人民大會堂，要求一定要人大常委級別以上的負責人出面接受七項要求，才會停止靜坐。信訪局長再次表示會向上級反映。之後北大研究所會主席李進進向靜坐學生表示，他會代表學生進入人民大會堂遞交請願書，但如果人大代表接受了請願書，學生應該離開。學生們同意了李進進的呼籲。於是李進進進入人民大會堂交涉。下午六點，人大代表宋世雄、劉延東站在人民大會堂台階上與靜坐的學生打了個照面。

### 新華門事件

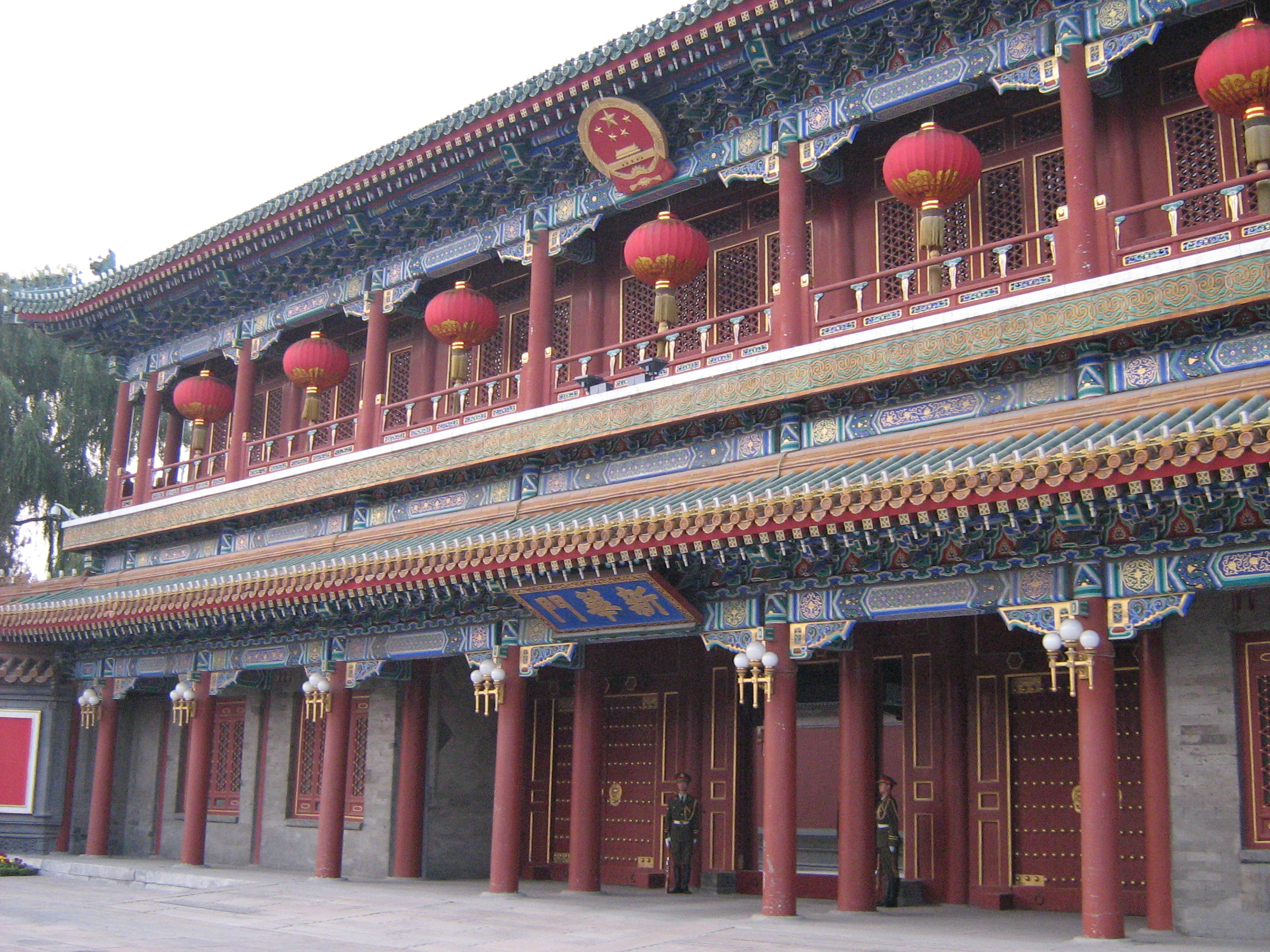
示威學生曾一度聚集在中南海新華門靜坐抗議，但最終遭到驅離

4月18日上午，數千名學生聚集新華門處，要求高層与學生之間展開對話。警方隨即限制學生進入中南海內部，學生則決定原地靜坐示威以表不滿。當天晚上，新華門前聚集了北京的二三千名高校学生，圍觀群眾六七千人。學生「會聚新華門是因為至今政府沒有一個人出來表態」。學生多次齊聲高呼「李鵬出來！」的口號，並六次試圖衝開警戒防線而未成功135。4月20日凌晨時分，大批警察和多輛大巴到場圍著在新華門前靜坐的學生，警察將學生拖上大巴。在這過程中學生和警察發生衝突。有學生被打傷。新華社援引北京市公安局消息指有4名警察被掷来的砖块、瓶子打伤。許多學生認為他們遭到警方虐待，有關警察採取暴力驅離的傳聞也迅速蔓延開來26。
新華門事件激怒了許多校園裡的學生，許多過去沒有積極參與政治事務的學生也因為這次事件，而決定加入抗議活動149。在這段期間，代表工人的北京工人自治聯合會則到處發布兩份挑战建制的傳單。

### 《世界經濟導報》事件
4月19日，立場靠近改革派的報紙《世界經濟導報》決定出版紀念胡耀邦的專題報導。其中一篇由嚴家其所撰寫的文章中，便對北京市學生發起的抗議活動給予正面評價，並且呼籲重新審視1987年要求胡耀邦下臺的作為。不過在得知中央政府的立場漸趨保守後，中共上海市委書記江澤民要求《世界經濟導報》刪除相關的長篇敏感報導內容，雙方爭論不下。直至報紙出廠時間過後總編輯欽本立才勉強同意刪除相關內容，但此時報紙已經出版了，當局只能攔住通過郵局傳遞的《導報》，對於內部直送和街頭販賣的《導報》則無能為力。最後江澤民馬上解除欽本立的職務，其果斷的行動贏得保守派的正面評價。但這同一時間引起新聞工作者的反彈，任職在《人民日報》、《光明日報》、《中國青年報》、《中國婦女報》和《中國日報》等中央媒體的新聞工作者發出聯名信，公開譴責江澤民的決定，並且對欽本立和《導報》表達了敬意。此事後來成為新聞改革的主要原因，也使新聞工作者們加入到這場運動。

### 學運組成
由於胡耀邦曾經出任中共重要领导职务，中央决定為其舉行國葬，儀式最後決定在4月22日舉行，北京市人民政府下令封閉廣場以舉辦葬禮。約有十萬名學生則在前一天晚上无视命令，遊行進駐至天安門廣場147。此時各高校的学生组成了“学生行动临时委员会”，向當局提出七項要求，並另外提及與胡耀邦有關的三點要求（让广场上的学生瞻仰胡耀邦的遗体；让广场上的学生代表进入人民大会堂参加胡耀邦追悼会；在胡耀邦追悼会结束后，让他的灵柩在天安门广场绕一圈，让在场的数万名学生为他最后送行）。不過中国官方治丧委员会拒绝了学生代表的所有要求，只答应向在天安门广场的学生同步播放胡耀邦追悼会的现况。當局还要求在广场的学生向东移动，腾出广场西边的场地，以便让追悼会参加者的车辆能够通过，学生们接受了當局的要求。在4月22日當天早上10點，包括中央軍委主席鄧小平在內的領導高層皆前往人民大會堂內部參加典禮，並由趙紫陽發表悼詞，國家主席楊尚昆主持儀式。儘管整個國葬過程向學生直接播出，然而由於紀念活動只持續了40分鐘便宣告結束，學生們到11點也没看到胡耀邦的靈車，這使得天安門廣場的群眾情緒更為高漲。这时学生们开始越过天安门广场西边的路，涌到人民大会堂前静坐。他们向官方提出了3点要求，分別是繼續要求胡耀邦的灵车绕着天安门开过；与总理李鹏会面；希望官方媒体能够公开报道天安门广场上学生们对胡耀邦的悼念活动。但官方還是没有接受学生们的要求，也没有派官员与学生见面164152-153。雖然保安人員封鎖了人民大會堂的東大門，但仍有數名學生共同突破封鎖線。隨後有三名學生（北京大學的郭海峰、张志勇，中國政法大學的周勇军）跪在人民大會堂的階梯上，表示要提交請願書，並要求獲得國務院總理李鵬的接見:153。然而三名學生跪了40多分钟，沒有任何領導人自人民大會堂出現，這使得絕大部分學生感到失望與不滿。学生行动临时委员会决定撤离天安门广场，但準備罢课抗议。4月22日下午1点30分左右，学生们开始撤离天安门广场。他们经过新华门时，高呼“和平请愿，政府不理，通电全国，统一罢课。”:153
4月21日至4月23日期間，學生們開始籌划成立真正的活動組織。而在4月20日，北大民主沙龙开会，学生们决定不承認官方的北京大学学生会並且自己组织学生会，名字暫定為“北京大学团结学生会筹委会”，由丁小平、王丹、杨涛、封从德等七名学生领导。在4月23日，另一個學生組織北京高校学生自治联合会（高自联）宣告成立，並選舉當時就讀中國政法大學的周勇軍擔任主席，而北京大學學生王丹、北京師範大學學生吾爾開希也被推舉為各自學校的學生代表。但後來實際主持工作的是社科院研究生王超华、北大研究生封從德（第三任主席）和北大學生楊濤（第四任主席）。隨後高自联呼籲北京市的所有大专院校全面並無限期的罷課，以表抗議訴求。然而這樣一個獨立於管轄範圍外的組織成立，挑战了中國政府对学生的管理地位:154。另外一方面，位於湘潭市的湘潭大學學生也發起抗議行動，並且獲得許多學校教授支持。同時武漢市當地的高校生也組織起來，抗議湖北省人民政府34。
然而在4月22日黃昏，長沙市和西安市爆發了嚴重事故。其中包括在西安市有人縱火焚燒車輛、房子，並且搶劫靠近西華門的商店189；而在長沙市也有38家商店遭人搶劫，最後這兩個城市共有超過350人遭到了逮捕。隨著國家局勢變得更加動盪，趙紫陽立即與中央政治局常委召開多次會議。對此趙紫陽要求學生停止進一步的抗議活動，而各自回到大學就讀；他亦要求動用所有必要措施來解決動亂行為，而不同級別的政府應該與學生進行開放式對話。李鵬则要求趙紫陽譴責示威群眾，並認為應該要採取更加積極的防治措施，不過趙紫陽最後駁回了李鵬的看法。儘管領導高層就回應學生運動的方式意見分歧，而與趙紫陽關係密切的國務院副總理田紀雲等人也建議趙紫陽繼續留在北京市密切關注事態發展，但趙紫陽仍然依照原計劃，應金日成的邀請，於4月23日飛往朝鲜進行國事訪問。4月24日，北京35所大学全面罢课，上海、天津、长沙、西安、南京等各大城市高校纷纷响应。4月25日，北京43所高校约6万余名学生继续罢课。高自联向政府提出三项要求，要求政府答應才会复课。這三项要求是：1、与国务院有代表性的官员对话；2、政府对新华门事件公开道歉和惩罚凶手；3、国内传媒如实报导学生运动。

### 四二六社论与四二七游行
趙紫陽前往朝鲜訪問後，便由留在北京市的政治局常委兼國務院總理李鵬代理領導黨政機關。4月24日，李鵬和北京市委書記李錫銘、北京市長陳希同會面，希望能了解天安門廣場上的情況。對此北京市官員想盡快解決危機，並认定抗議活動是一场陰謀，旨在推翻中國現有的政治制度、以及包括鄧小平在內的主要領導人。在趙紫陽缺席的情況下，中共中央政治局常委會議認為必須立刻向示威群眾採取態度堅決的行動。4月25日上午，楊尚昆和李鵬前往鄧小平的住處會見鄧小平，鄧小平同意政府採取強硬立場。鄧小平還表示應該藉由大眾媒體適當地發布「警告」，藉此抑制因為不斷傳播而擴大的示威活動:603-606。
這次會議成為中國高層首次對抗議活動的正式評估，而重要問題的決定仍然以鄧小平的意見為準。李鵬隨後依照鄧小平的意見下令起草一份公報，並向中國共產黨各個機構和高階官員要求應該設法對付示威群眾。4月26日時，中國共產黨的機關報《人民日報》頭版發表社論《必須旗幟鮮明地反對動亂》（四二六社论），指責「極少數別有用心的人」陰謀推翻中國共產黨和現行的政治制度。然而這項聲明激怒了學生，認為這是中國官方故意要對付抗議活動。最後社論並沒有令學生放棄示威活動，反而促成更多學生願意團結，並共同表態支持學生活動:603-606:155。社論發佈的當天晚上，长春、上海、天津、杭州、南京、西安、长沙、合肥等城市发生规模不等的游行示威，抗议四二六社论。
在高自联的組織下152，約二十多萬名來自北京市各大學的學生在4月27日集結遊行，抗議《四二六社論》:8，經由街道前往天安門廣場31。學生團體成功通過警方設立的封鎖線，並沿途受到以北京工人自治联合会為首的廣泛支持。組織活動的學生領袖希望藉由這次遊行展現其愛國性質，特意淡化反對共产主义的口號；其中遊行學生主要強調「反官僚、反貪腐、反任人唯親」的問題，不過學生仍強調會繼續「擁護共產黨」:155。這次示威遊行迫使中國政府做出讓步，同意與學生代表會面。4月29日，国务院研究室主任袁木會見由政府批准的學生社團代表。儘管會談中討論了包括報刊編輯、新華門事件、民主自由等廣泛議題，並獲得一些實質成果，然而包括吾爾開希等學生領袖則表態拒絕出席194:157。

### 五四對話
4月30日，赵紫阳自朝鲜回到北京。然而随着外界要求当局对示威活动采取更为温和的态度后，当局内部的分歧反而加剧。以趙紫陽為首的溫和派主張繼續與學生展開對話，而以李鵬為首的強硬派則主張镇压抗議活動。5月1日，趙紫陽与李鵬在中中共中央政治局常委会上再次针锋相对，赵紫阳认为先前強硬派的做法已证明是毫无作用，因此惟有特別允許示威活动才是唯一選擇:156。
對於李鵬認為國家的穩定發展應該優先於任何事項，趙紫陽則反駁說中國官方應表態支持扩大民主和提升透明度的要求。最後在趙紫陽強力推行下，政府決定展開進一步的對話608。趙紫陽隨後開放新聞媒體積極報導抗議活動的發展，並在5月3日至5月4日期間發表了两次同情示威群眾的演講285。趙紫陽發言中提到學生關切政府官員貪腐的問題是正當的，同時認為這次學生運動應該被視為一種愛國表現608。在5月4日當天，有超過100萬名學生:8在北京街頭遊行以紀念五四運動286，同時再度重申先前提出的要求。新闻工作者首次参与游行，這些大部分來自央媒的記者編輯，打著「首都新聞工作者」等横幅，喊出「新聞要說真話」，是當日最震撼的口號，《人民日報》記者的遊行隊伍，記者們騎著單車前往廣場，還舉著一些標語牌，上寫着「人民日報、屬於人民」「一人拍板、集體負責、全民遭殃」等字句。當天，高自联宣佈《新五四宣言》，呼籲推廣民主政體。上海、南京和廣州等地學生也遊行上街，呼籲政府與學生對話。而趙紫陽的發言实际基本上否定了4月26日《人民日报》發表的社論內容，這讓很多大學生都滿意政府所做的讓步。5月4日結束時，除了北京大學和北京師範大學外，所有北京市的大學皆宣布罷課行動結束，隨後大部分學生也逐漸失去參與抗議活動的興趣，新聞自由獲得口頭保障，多數人主張以對話漸進推動民主:159。

## 再度升級

### 学生分歧與絕食

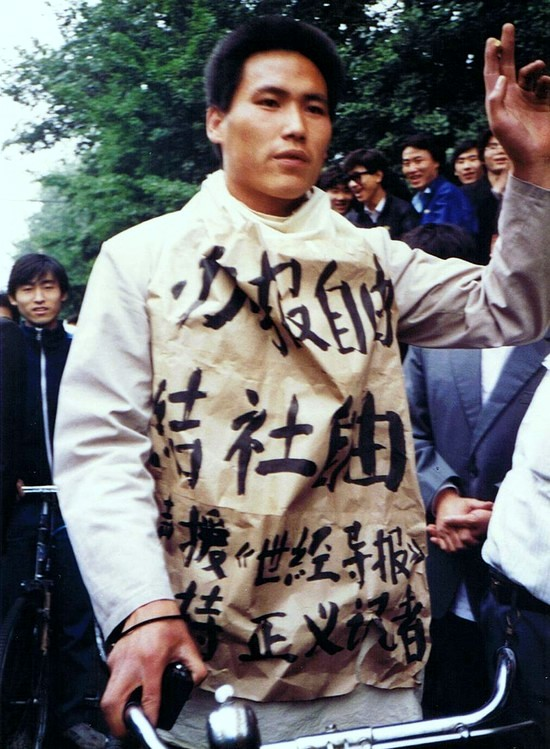
1989年5月10日，浦志強参加北京学运遊行，要求“办报自由”和“结社自由”

正当學生自治會所選舉出來的正式對話代表團已準備和中國政府展開對話之际，高自联领袖不願由正式對話代表團單方面控制整個抗議活動。在面對學生團體內部不和以及參與群眾不斷減少的情況下，包括王丹和吾爾開希等具有較大影響力的學生领袖要求採取更激進的作法來恢復抗議聲勢。其中他們認為中國政府所提出的「對話」只不過是一種誘騙學生就範的方式，因此自5月11日開始動員學生準備進行絕食:161，希望能夠改變《四二六社論》的定性。
最後學生決定在戈尔巴乔夫访华的前兩天，自5月13日由柴玲宣讀《絕食書》展開絕食抗議；其中學生领袖認為歡迎戈巴契夫的儀式必定安排在天安門廣場進行，因此藉由絕食抗議便能作為籌碼來迫使政府滿足他們的要求。此外絕食獲得社會大眾廣泛的同情，進而使得學生運動成為一種道德行為並且受到群眾的追捧:612-614。而北京的抗議活動促使得其他城市的大學也陸續組織了抗議和罷課行動，同時有很多學生也紛紛前往北京市參加示威遊行，其中在5月13日下午便約有30萬人聚集在天安門廣場上:167。整體來說於天安門廣場上進行的示威活動仍保有秩序，來自北京不同地區的大學學生每天發起遊行以表達抗議要求並且表示團結，同時許多學生也會在行進過程中齊唱《國際歌》。在5月中旬，學生發起絕食行動，促使中國各地四百多個城市陸續集結抗議，表態支持。

### 戈尔巴乔夫訪華
1989年5月，苏联共产党总书记戈尔巴乔夫正式访问中华人民共和国，而由于他是中苏交恶後首位正式访华的蘇聯最高領導人，因此中国官方相当重視此次國事訪問，将其视为关系正常化的象征。
5月上旬至5月中旬時有關採訪六四事件抗議群眾的審查限制獲得了明顯的放寬，國家媒體開始播放包括絕食在內關於同情抗議群眾的影像。然而由於擔心示威活動將會失控，鄧小平要求在戈巴契夫訪問中國期間應該清除廣場上的抗議群眾。為了達成鄧小平的要求，趙紫陽決定仍使用柔性辦法並且指示他的下屬馬上與學生進行談判:612-614。趙紫陽相信此時仍能夠成功藉由愛國主義吸引學生的關切，並且讓學生了解到如果在中蘇首腦會議期間讓其他人士知悉內部有動亂跡象的話會使得全國難堪。5月13日上午全国政协副主席閻明復召開緊急會議263，並且邀請到重要的學生領袖以及包括劉曉波、陳子明以及王軍濤等知識分子:164。閻明復表示，政府已經準備與學生代表展開直接對話，但前提是學生必須先撤離天安門廣場，以便舉辦戈巴契夫訪問中國的歡迎儀式。这也使學生领袖之間陷入了分歧:165。
5月14日時，以戴晴為首的知識分子在中央書記處書記胡啟立的許可之下直接通過政府審查，在《光明日報》提出意見，呼籲學生應盡快離開天安門廣場，但許多學生卻認為知識分子是為政府發言而拒絕讓步:167。當天晚上，以閻明復為首的中國政府代表團與擔任學生代表的沈彤、项小吉展開正式談判，其中閻明復肯定學生運動的愛國性質並且懇求學生從天安門廣場上撤出:165。雖然閻明復的誠意成功促使得一些學生願意達成妥協，但是隨著不同派系的學生間無法事先進行協調或者提出連貫的要求而使得會議變得越來越混亂，不久學生领袖在得知政府並不願意承諾公開直播問題的談判過程後宣告會議無限期中止:169。之後閻明復直接前往天安門廣場嘗試勸離學生，甚至表示自己願意被學生挾持以換取撤離的決定，然而學生之間並沒有理會其勸告。而在隔天閻明復還向李鵬詢問是否願意應學生要求正式退回四二六社論的內容、並且將學生運動定調「愛國民主運動」，但這些建議都一一遭到李鵬的駁回。

最後戈巴契夫訪問中國期間學生仍然決定繼續留在天安門廣場，也使得中國國家主席楊尚昆為戈巴契夫訪華舉行的歡迎儀式改在北京首都机场內進行。這次中蘇首腦會晤于中蘇交惡30年後進行。相比之下，此时學生仍然堅持在天安門廣場上進行運動；这為此次會談帶來了尷尬，进而促使許多原本偏向溫和派的領導高層也開始轉向願意實施「強硬派」的作法:170。其中鄧小平與戈巴契夫在人民大會堂內舉行兩國領導人之間的高峰會時，學生群眾則在附近天安門廣場上發起示威活動:612-614。而在5月16日戈巴契夫與趙紫陽會面时，趙紫陽在國際新聞媒體前告訴戈巴契夫：
|  | 同邓小平同志的高级会晤，是你这一次北京之行的高潮。邓小平同志自从1978年十一届三中全会以来，他是国内外公认的我们党的领袖。尽管在我们十三大，根据他的请求，退出了中央委员会，退出了政治局常委会，但是我们全党都知道，我们离不开他，离不开他的智慧和经验。我们在十三届一中全会有正式的决定，虽然这个决定没有公布，但是它是一个非常重要的决定：就是说我们在最重要的问题上，还需要他掌舵。这个消息我们没有向外公布过，今天是第一次向戈尔巴乔夫同志透露。 |

對此，鄧小平認為趙紫陽的這句話是要將處理學生運動失當的過錯歸咎於他。這項言論也標誌著鄧小平和趙紫陽的分裂:612-614。

### 天安门绝食的反响

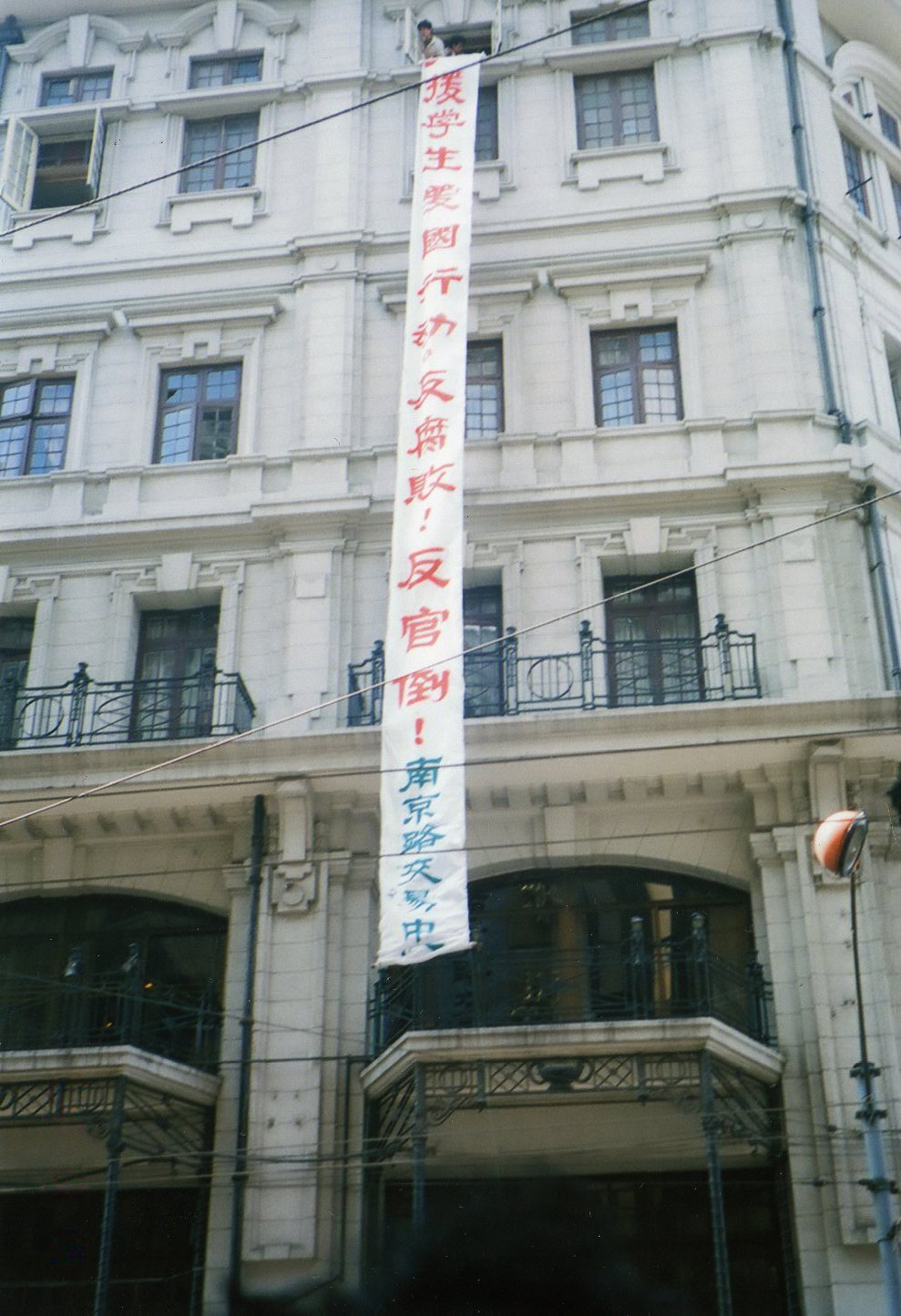
上海时装商店挂出声援学生运动的横幅，表達對1980年代末中國通貨膨脹的不滿

絕食抗議的作法很快便引起中國各地對於學生的支持、同情。至此，原本於四月底聲勢衰退的抗議行動重新獲得聲望。
5月16日至5月18日期間，數百萬名北京市民共同發起示威遊行，此次游行打破1949年以来北京市最大规模游行人数纪录，一些媒体报道人数达300万，而中共北京市委辦公廳对5月17日当天的不完全統計則称有120萬左右的各界民眾參加了遊行，北京市公安局對參與大遊行的機構有一份不完全的統計：北京高校60餘所，中央國家機關和北京市機關46個，科研單位18個，北京市的中專、中學、小學60餘所，新聞出版單位14個，外地的大學22所，北京的工廠、公司78個，醫院9個，民主黨派、群眾團體、宗教18個，農村2個，文藝團體6個，體育界3個，飯店、財貿7個；而參與者還包括有中國人民解放軍军人、警察人員、国务院等国家机关和中央直属机关人员、中國共產黨黨員或者是基层的政府官員，同時許多中國共產黨基層組織、中国共青团以及政府資助的工會也鼓勵其成員公開參與遊行活動:171。
此外一些中國民主党派党员致信給李鵬以表達意見，而中國紅十字會也特別下達通知並且安排大量人員前往天安門廣場為絕食群眾提供醫療服務。北京1000多名知识分子联署发表了《五一六声明》，声援学生，批评政府对学运的动乱定性。作家巴金、诗人艾青、学者季羡林等參與簽名。首都新闻界的游行人士开始打出了本社（台）的横幅，人民日报的“旗帜鲜明地反对4.26社论”和“新华社北京5月16日电:今日无新闻”的横幅，讽刺新闻审查制度。四个民主党派中央委员会主席费孝通（民盟）、孙起孟（民建）、雷洁琼（民进）、周培源（九三）向赵紫阳致函公开呼吁信，信中肯定学生诉求，并“建议中共中央、国务院的主要领导人尽快会见学生，进行对话”。民革中央主席朱学范和十二位人大常委亦分别发出紧急呼吁，并被人民日报刊登。全国政协委员、一级教授侯建群和赵敏顺走在游行示威的最前面，他们的横幅是：“强烈要求政府立即答应学生三点要求”“救人更要救国”。根據新華社報道，七十七歲高齡的著名學家季羨林親身前往廣場探望學生，在學生的攙扶下一步一顛地走進絕食學生中，擁抱著仰臥在地上的弟子，老淚縱橫。署名著名作家“冰心老人”的橫幅寫著“學生愛國，我愛學生！”數學家陳景潤和王元共同疾呼“學生們的負擔太重了，讓我們承擔一些吧！”歌唱演员李谷一、舞蹈演员陈爱莲等人来到纪念碑下的学生指挥中心，她们30多位政协委员到此是为向全国政协主席李先念呼吁，督促政府尽快对话。
在天安门广场，甚至中国革命博物馆的工作人员为表明态度在博物馆楼顶升起在运动中具有象征性的V字手势旗，故宫博物院的专家和工作人员亦组成队伍，手持横幅走出故宫，表达对绝食学生的支持。游行中罕见的出现了往来不参与社会运动的宗教人士，佛教僧侣举起“金刚怒目 大雄无畏”“弘法自由 广度众生”等标语，基督徒、神职人员与神学院教职人员亦在游行中举起十字架，穆斯林们举起用阿拉伯字母书写的经文支持学生，并借此表达尊重穆斯林习俗的诉求。 北京市数十间医院的医护人员身穿白大褂参与游行，并志愿为绝食中身体不适的学生提供救助，一些医生在劝导学生过程中激动落泪；包括首钢、东风、吉普、铁道部等在内的各产业和组织及大中企業的工人參與遊行，部分工人乘坐重型汽车，周边县区的农民更乘坐农耕载具组成车队前往市中心参与游行，一度造成交通中断；北京市有公安干警志愿前往广场为学生派发饮料，也有人数众多的公安警察人员的游行队伍沿途游行向群众比V字手势，赢得群众热烈的掌声欢迎；中国人民银行总行的游行队伍经过人民大会堂东门时，不断呼喊:“不给官倒贷款！”“冻结官倒帐户！”；海关总署的声援队伍喊道:“官倒走私，铁证如山！”；人民法院的法官也到现场声援；中国人民警官大学的七百多名学生在18日凌晨自发来到广场协助学生维持秩序，保证了从广场东南口至前门之间救护车道的畅通无阻；中小学生亦参与游行，并有身戴红领巾的小学生呼喊“我和哥哥一条心”等口号。
随着报导限制的打破，各大媒体开始刊登社会各界的声援，5月17日-19日被评为“中国记者最自由的三天”。中国中央电视台首次在电视新闻中播出了天安门广场上情况的如实报道，而央视的部分新闻工作者和职工亦组成人数庞大的游行队伍前往长安街游行，并且拉起巨大的横幅，点名要求时任广播电视部部长兼央视台长艾知生辞职；而人民日报5月18日在头版刊登了以《首都各界百余万人游行 声援绝食请愿的大学生》为标题的新闻，成为该报历史上“最具政治开放性”的版面，以极大的篇幅详细报道了北京市各行各业的人在游行中的诉求和对绝食学生的同情，甚至直接引用了在游行中出现的部分反政府标语，并统计列出了多个参与声援的工厂和医院等单位组织的名称，而人民日报社过千名职工也参加了游行，其中不少在新闻届有名望的高级编辑记者亦在其中；工人日报连续刊登《北京电子管厂万名职工发出呼吁》等工人阶级层面表态和参与民运的报道以及各总工会干部对工人呼吁的积极回应。
而在戈巴契夫離開中國後，許多外國記者仍決定繼續留在中國並且報導於首都北京市進行的抗議活動，這使得學生運動成為國際關注的焦點，並且也讓一些西方國家政府呼籲中國政府保持克制。
除了北京當地，來自中國各地的學生陸陸續續湧進首都北京市以參與學生運動；而在中國各地四百多個城市也爆發規模不一的抗議活動，甚至连中共福建省委、中共湖北省委以及中共新疆维吾尔自治区党委机关都遭到了學生示威遊行的影響。但是，中國中央領導高層遲遲沒有對北京發起的示威活動给出明確的定位，這使得地方當局不知道如何處理当地的學生運動。而且因为示威活動合併了許多範圍廣泛且關注点不同的社會議題，中國政府無法清楚分析哪些議題可以談判，乃至於不清楚示威活動提出了哪些诉求。與此同時由於絕食抗議的行動其本身便具有「犧牲特質」，這使得無論是權威性還是合法性都因此而逐漸喪失的中國政府感到十分棘手:171。在種種因素所形成的龐大壓力下，中國政府內部開始討論將戒嚴作為一種應對示威活動的可行手段:181。
5月17日上午，天安门广场学运广播站播出了严家其跟包遵信发起联署的《517宣言》。《517宣言》表示鄧小平是没有皇帝头衔的皇帝、一位年迈昏庸的独裁者。當天中国民主同盟主席费孝通、中国民主建国会主席孙起孟、中国民主促进会主席雷洁琼、九三学社主席周培源致函中共中央总书记赵紫阳，要求中共中央、国务院的主要领导人與学生进行对话。當晚鄧小平開會時表示北京必须实施戒严。
5月18日，李鵬在人民大会堂首次與學生代表會面，並且希望能夠安撫受到大眾關注的絕食行為:181。在會談中學生領袖再次要求中國政府撤銷《四二六社論》並且肯定學生運動為「愛國舉動」，但對此李鵬則表示政府主要關切的是因為絕食而送往醫院診治的患者。儘管這次討論僅取得了少數實質成果，但是學生領袖也因此得以在國家電視臺重要節目上有了出現的機會。5月19日凌晨，趙紫陽則在中共中央办公厅主任溫家寶陪同下前往天安門廣場，而聽聞消息陪同前往的李鵬則是抵達廣場後馬上離開。趙紫陽在凌晨4時50分時藉由擴音器直接呼籲學生結束絕食，這是他最後一次公開露面：
|  | 我说我觉得我们现在一定要、最重要的就是赶快结束这个绝食……你们不能够在已经绝食六天到七天，现在还是要坚持这一条“一定达到满意了才停止绝食”，但是那个时候就晚了。没法补偿了。你们还年轻啊，同学们。还年轻，来日方长。你们应该健康地活着，看到我们中国实现“四化”的那一天。你们不像我们，我们都已经老了，无所谓……你们停止绝食，中国政府决不会就这样子，就把对话的门关起来了。决不会。你们所提的一些问题，我们党会继续讨论……大家都这么一股劲的，年轻人啊，我们都从年轻人过来过，我们也游过行，我们也卧过轨，我也知道当时那种情况。没有想后果怎么样。但事后一想啊……首先你们要冷静地想想今后的事。现在有六天了、七天了，真的要过八天、九天、十天吗？15 |

5月23日，北京再次举行了百万人大游行，遊行隊伍喊出让李鹏下台的口号。

### 天安门毛泽东像污损案
1989年5月23日下午2时，鲁德成、喻东岳和余志坚三位浏阳青年毁损了天安门的毛泽东画像。他们起初为了声援抗议学生而在5月19日前往北京，然而他们的主张较其他学生过于激进。余志坚和喻东岳曾向学生领袖建言献策，但并未获得答复。三人认为无法和学生有进一步对话，便于5月22日开始策划对毛泽东画像的破坏行动。他們先是於附近購買了20顆雞蛋並填滿油漆，之後抵達畫像附近準備展開行動。三人先於天安門城樓懸掛「五千年專制到此可以告一段落」和「個人崇拜從今可以休矣」標語，不久便將盛滿顏料的蛋殼扔向毛澤東畫像上。事后，魯德成、喻東嶽和余志堅分別被判處16年有期徒刑、20年有期徒刑与無期徒刑。

## 戒严清场

### 戒严令
隨著示威活動不斷升級並且擴大，最後作爲軍方最高領導人的中央軍委主席鄧小平決定採取果斷行動。一連串遊行後，以鄧小平及李鵬為首的强硬派決定以武力解決示威，陳雲、楊尚昆和李先念等多位保守派亦支持出兵。5月17日，中共中央政治局常委在鄧小平的住所召開會議18。在這次會議上趙紫陽不斷讓步的處理方針遭到了其他成員的批評，其中李鵬和鄧小平宣稱趙紫陽於5月4日發表的和解談話使得學生不再懼怕中國政府18。鄧小平警告說如果北京市進行中的抗議活動不迅速平息的話，意味著中國將冒著经历内乱的風險，该观点亦得到其他保守派的支持。隨後鄧小平表示應宣布戒嚴以表達政府無法容忍抗議活動持續進行的立場20，同時為了證明戒嚴有其作用而決定將示威群眾描述為資產階級自由化倡導者的「打手」，並且指稱是幕後筹划的人士試圖打擊现政府的統治並且進一步實現他們個人的野心。
同日傍晚中共中央政治局常委會在中南海制定有關戒嚴之計劃，期間趙紫陽表示由於無法實施戒嚴而準備辭去職務，同時他也不確定由中央政治局常委投票做出的戒嚴決定是否具有法律約束力10。之後胡啟立亦表示他並不願意實施戒嚴，但相對的李鵬以及姚依林都表態支持宣布戒嚴的決定。中共中央书记处书记喬石則提到雖然他反對政府再做出進一步的讓步，但是他本人並不認為實施戒嚴為解決這一問題的有效方法。而楊尚昆和薄一波則強烈要求中共中央政治局常委必須遵循鄧小平的命令，之後楊尚昆更動用其權限開始調動軍隊進入首都北京市。22
5月19日，中共中央政治局常委與軍方領導人以及中共黨內元老會面。鄧小平親自主持會議，並表示：實施戒嚴是唯一的選擇，在這次會議上鄧小平宣布他「錯誤地」選擇胡耀邦和趙紫陽擔任他的繼任者，並且決定從此將趙紫陽隔除在高層領導會議外。鄧小平還誓言要強硬處理趙紫陽的支持者，並且對此開始進行宣傳工作。5月20日，中華人民共和國國務院正式宣布實施戒嚴，並且從5個大军区中動員了至少30個師的兵力，其中在中國人民解放軍24個集團軍中便至少有14個被要求部署軍隊。30,31其中多達250,000名士兵最終被送往首都北京市進行部署，其中有一部分軍隊則藉由空運和鐵路運輸前往各自的目的地，而廣州民航當局甚至還事先安排普通機票以準備隨時運輸部隊。当天下午，杨尚昆当面明确北京军区司令员周衣冰为指挥，全权指挥戒严行动。然而中國人民解放軍陸軍部隊進入城市後隨即遭到大量集結的群眾攔阻。大量群眾包圍軍車隊伍並阻止其進退，使得部隊在郊區無法繼續前進。抗議群眾也紛紛向士兵發表演講並且呼籲後者加入他們的行動，同時示威群眾還提供士兵食物、飲用水和相關用品。5月21日，葉飛、張愛萍、蕭克、楊得志、陳再道、李聚奎、宋時輪七位开国上将致函戒嚴部隊指揮部和中央軍委，呼籲軍隊不能鎮壓群眾，建議不要讓軍隊入京，強調“人民解放軍的槍口不能對著人民群眾”。在部隊遲遲無法向城市內部推進的情況下，中央軍委於5月24日下令所有軍隊撤退至各個城市外的基地駐紮著，同時有軍用直升機在天安門廣場上散發傳單，警告學生立即離開:5。然而儘管示威群眾成功逼使軍事部隊撤離被視為抗議活動「扭轉頹勢」的表現，但是中共中央和中央軍委仍然不斷於中國各地調動部隊以準備展開之後的行動。

### 撤退與留守
與此同時，學生運動的內部分裂进一步加剧。5月下旬，由于没有明确一致的领导，抗議活動愈发混乱，同时聚集在天安门广场的大批群众也使示威队伍内部出现严重的卫生问题。侯德健建議學生領袖举行公開選舉以選出發言人，但遭到學生團體的反對。而王丹則認為中國政府將在近期發起軍事行動以鎮壓示威，因此主張讓學生先從廣場暫時撤回校園，並另外组织相關團體，但该提议遭到主張繼續佔領廣場的強硬派學生反對。隨著派系衝突日渐增加，各派系開始爭奪位在廣場中央的學生廣播中心，期望能夠藉由控制擴音器的方式掌握學生運動的控制權。各派系也開始派人前往火車站，迎接从全国各地过来声援的學生們，以为自己的派系拉拢支持。學生團體開始指責其他派系的成員別有用心，比如指责他们勾結政府成員並且試圖藉由學生運動獲得個人成就。
5月26日，中直工委发布《关于坚决执行中共中央和国务院迅速结束动乱的指示的紧急通知》，要求全体党员认清当前的严峻形势，严格遵守党的纪律必须坚守工作岗位，并协助行政领导做好工作，团结广大干部和群众不要上街、不要去天安门游行或搞“所谓的声援活动”。5月27日，香港將近三十万人參與在跑馬地馬場舉辦的《民主歌聲獻中華》活動，不少港台艺人上台献唱，以表示对示威者的支持。隔天，在李柱銘、司徒華和其他組織的領導人領導下，约150万香港群众聚集於香港島發起了大規模的抗議遊行，而同一天世界各地也發起了全球華人大遊行的活動。而在這期間，包括美國、日本在内的多国政府也針對中國發出旅遊警告。之後北京市的報刊上則陸續發表許多呼籲學生離開天安門廣場並且結束學生運動的文章，其中在6月1日於《北京日報》刊載的《天安門廣場啊，我為你哭泣》這篇文章中指稱，示威運動內部的混亂和無序使得作者感到失望；但是這些文章也使得許多不願意離開天安門廣場的學生感到憤怒並且開始組織抗議行動:353，數千名學生便列隊自行遊行至北京街頭以表達不願意撤離天安門廣場:362。隨後劉曉波、周舵與高新三名知識分子以及臺灣歌手侯德健宣布發起第二次絕食活動，並且希望能夠藉此重新提振民主運動。而由於長期佔領天安門廣場後許多學生都漸漸感到疲累，原先學生內部的溫和派與強硬派之衝突也漸漸停息，他们開始展開對話。之後劉曉波等人在發表的聲明中提到絕食的目的是為了能夠公開批評政府，同時提醒學生們他們現在的事業是值得奮鬥的，並且促進學生能夠繼續佔領天安門廣場以提出繼續改革的要求:363。
6月2日晚間，一輛警方吉普車在行進時不慎撞擊4名平民並且造成3人死亡，這件事造成示威群眾開始擔心軍隊和警察試圖進駐天安門廣場。對此學生領袖隨即發出緊急命令，要求在主要的十字路口設置路障以防止部隊進入城市中心:366。6月3日上午，學生和居民則發現有身穿便衣的軍隊試圖携带武器進入城市，學生團體隨即將其抓住並且把武器交還給北京市警方。學生隨後於中南海門口之外進行抗議活動，但是遭到警方發射催淚瓦斯驅趕。另外一批沒有攜帶武器的部隊從人民大會堂出現後很快遭到抗議群眾包圍，混亂中有數人受傷；之後雙方原地坐下並且開始吟唱歌曲，最後部隊撤退回到人民大會堂大廳內。3日傍晚，中国中央电视台、北京电视台、中央人民广播电台、北京人民广播电台的新闻广播称戒严部队将会镇压动乱，并警告市民不要前往天安门广场。

### 清場令
6月1日，李鵬向中共中央政治局提交《關於動亂的實質》報告，指稱示威群眾為恐怖分子和反革命分子，并称抗議學生不打算撤離廣場，同時示威活动也獲得廣泛支持。隨後国安部也提交報告，強調資產階級與自由主義已滲透到中國各處，西方觀念給學生帶來负面影響。安全部亦認為美軍部隊介入學生運動，期望藉此推翻现政府的統治。這份報告在中国政府内部成功營造出脅迫感，為之後的軍事行動提供理由。同時中央政治局也收到戒嚴部隊指揮部的報告，指出部隊已經做好協助穩定首都現狀的必要準備。種種因素讓大多數中央政治局委員接受了戒嚴的必要性和合法性的說法，也同意之後以武力清場解決政治危機的方案:330,335,338,343,349。
6月2日，隨著學生的抗議運動有所增加，高層以武力解決政治危機的看法更加鞏固。同日，高层再度召開會議，最终同意實施清場以「能夠結束暴亂並且恢復首都秩序」。他們一致認為應儘可能和平地完成天安門廣場的清場任務，但如果示威群眾不願配合的話，部隊也被授權使用武力完成任務。國内報紙当天還報導軍隊部署於北京市十大重要關鍵地區。:355-362
6月3日下午4時30分，李鵬、喬石和姚依林3名中共中央政治局常委會見軍方領導人、中共北京市委書記李錫銘、北京市長陳希同和國務院秘書長羅幹912，最後確定有關戒嚴實施的具體辦法。会议确认将事件定性为“反革命暴乱”，必须果断采取强硬措施扭转局势。会议决定当日夜采取行动，“由周衣冰同志统一指挥解放军和武警部队力量，迅速开进天安门广场，坚决执行戒严任务”。在清場的當天晚上，領導人分別於人民大會堂和中南海監督執行狀況。

#### 军人抗命现象
在此期间，不少解放军高级军官和士兵对清场令持抵制态度。
第38集團軍指揮官徐勤先少將以“军令不全不合法、没有正式书面通知”为由拒絕服從動員令。在事件之前，他曾赴京治疗肾结石，亲眼目睹了学生的抗议活动。他担忧，动用军队镇压抗议会产生恶劣的后果，玷污人民解放军的声誉。其后被军事法院判处五年有期徒刑。其因这一举动被媒体评价为“抗命”军官，2009年徐勤先在接受《苹果日报》采访时表示“已经过去的事情，做了就没有什么后悔的。”
第28集团军6月4日早上在木樨地被群众包围，士兵在受到市民源源不断的质疑和哭诉，并目睹北京市面的情景后，军心动摇弃车不顾，整支部队就此停滞不前。中国官方出版的《戒严一日》则称军队停滞不前原因是遭到示威者投掷的催泪弹袭击。受28军的状况影响，戒严部队指挥部派遣直升机到西长安街上空督战，用高音喇叭呼喊28军受阻就坚决反击。结果直升机遭到一群示威者用被军队抛弃的422号装甲车上的高射机枪扫射驅逐。下午五点整支部队撤走，28军成为唯一成建制没有抵达上级所指定的戒严执勤位置的部队。事后军长何燕然和政委张明春因“执行不力、指挥错误”被降级调任。

### 木樨地衝突
6月3日晚間，各個國營電視臺陸續警告北京市民不要外出913126-128；但受到前兩週成功阻擋軍隊的激勵，大批市民仍然走上街頭以阻止部隊行進921。军队從北京各個方位逐步向天安門廣場推進，分別由第38集團軍、第63集團軍和第28集團軍負責西面；空降兵第15軍、第20集團軍、第26集團軍和第54集團軍負責南面；第39集團軍和衛戍第1師負責東面；第40集團軍和第64集團軍負責北面。晚上10時左右，第38集團軍在廣場西方約10公里的長安街五棵松十字路口向示威者開槍。群眾對於軍隊下令實彈射擊感到驚訝，進而開始向部隊丟擲物品。當天晚上，32歲的283厂技术工人宋曉明成為首位被證實的死者。之後軍隊遭指控使用了射入人體會碎裂，從而造成嚴重創傷的達姆彈。10時30分，由於民眾將雙節無軌電車推到路上並放火焚燒，行進的軍隊被迫停留于天安門廣場西側約5公里的木樨地，試圖清除這些臨時路障922。住在附近公寓的居民亦出面試圖攔阻軍方車隊，但第38集團軍再度開火，並造成重大人員傷亡。根據天安門母親運動調查後提出的死者報告中，共有36人在木樨地死亡。另外士兵還向木樨地附近的公寓開火，造成在建築陽台或室內有人因而遭到槍殺，這包括數名在公寓觀察事態發展的中國高級官員。第38集團軍最後以裝甲運兵車將電車車廂撞開，並持續與嘗試倉促搭建路障或組織人鏈的示威群眾對峙{[页|923}}，之後部隊行經長安街經過南礼士路、復興門、西單到天安門期間都有造成傷亡。而負責南面的空降兵第15軍傘兵也使用實彈進行射擊，並且在珠市口、天桥和前门等地也造成平民傷亡。但是亦有说法认为该类说法均为远距离观察导致的失真，在现场的CBS记者罗斯也称并未有士兵开枪，而仅仅试图驱散人群，这使得究竟是否发生开枪事故存疑。直至6月4日凌晨，虎坊橋一帶仍然傳出槍聲。
有说法称部隊使用實彈進行射擊並且造成死傷反而激怒北京市的居民，其中一些人開始以棍棒、石塊和自製的汽油彈攻擊士兵924，甚至縱火焚燒軍車915。中國當局表示軍隊主要是為了自我防衛而動用武力，並提出部隊的傷亡證明使用武器正當，而在報告中便有士兵在街上遭到活活燒死或者是被其他人毆打致死的紀錄177。而吴仁华的研究指出在6月3日晚上10時軍方開火後群眾才開始向部隊做出反擊58。不過在驅離過程中，亦有學生和居民試圖保護遭攻擊的士兵，而大多數的軍事單位則拒絕執行對平民開槍的命令。

### 進駐天安門
晚上8時30分時，由於軍隊的直升機出現在天安門廣場上空，示威學生在各個大學校園呼籲學生加入其行列。晚上10時，示威學生依照預定時間在民主女神的基座附近舉辦天安门民主大学的成立儀式。但在10時16分時，由政府控制的擴音器警告說部隊可以在實施戒嚴期間採取任何強制執行的措施。晚上10時30分，隨著看見軍隊以實彈射擊的目擊者陆续從北京市區西側和南側進入天安門廣場，在天安門廣場上的示威學生與群眾也瞭解到有關暴力事件的消息。在午夜時分，學生擴音器則宣布一名學生在靠近中國人民革命軍事博物館的西長安街遭到殺害，這使得待在廣場上的群眾陷入憂鬱情緒。學生指揮部副總指揮李錄隨即要求學生保持團結，並且堅持以非暴力的手段以爭取繼續佔領天安門廣場；凌晨0時30分，吾爾開希則指称一名北京師範大學女學生在晚間離開校園後遭到殺害，之後吾爾開希便因為突發昏厥而被救護車帶離廣場。而在這時候，仍然有70,000人至80,000人繼續留在天安門廣場上。
大約凌晨12時15分，軍方開始發射照明彈以提供夜間照明，並且第一輛63式裝甲運兵車自天安門廣場西側出現，從前边道路快速通過，大约五分钟后出现第二辆装甲车，两者均往东长安街驶去。凌晨12時30分左右則有2輛裝甲運兵車抵達天安門廣場南側，學生便陸陸續續向軍方車輛丟擲水泥塊。之後003号裝甲指挥車突然發生故障而無法移動，示威群眾便用棍棒破壞車輛並且以澆上汽油的棉被放火焚燒。而因為車輛遭到焚燒而緊急逃出的3名軍人則被示威群眾毆打，但學生則組織警戒線並且護送3人到位於廣場東側中國國家博物館的急救站醫治。之後在承受極大壓力的情況下學生領袖曾經一度放棄非暴力手段並且準備展開報復行動，其中柴玲便曾一度使用擴音器呼籲學生準備對抗「無恥的政府」。但最後她和李錄同意繼續維持和平手段的做法，並且沒收學生所持有的棍棒、石塊和玻璃瓶等可能被視為武器的物品。
凌晨約1時30分，第38集團軍和空降兵第15軍的隊伍前沿分別到達天安門廣場的南北兩側。他們開始封鎖天安門廣場四周並且將裡面的示威學生和前往支援的居民分隔開離，而在過程中也殺死數名示威群眾。同時第27集團軍與第65集團軍從天安門廣場西側的人民大會堂出現，而第24集團軍也於東側的中國國家博物館開始部署916。在遭到軍隊包圍之後，數千名仍然留在廣場上的示威學生與群眾則開始往廣場中央的人民英雄紀念碑聚集917。凌晨2時後，部隊開始嘗試對人民英雄紀念碑旁的示威群眾施加壓力129；而學生廣播則不斷呼籲軍隊放棄使用武力，並且提到：「我們是和平請願，是為了祖國的民主自由，為了中華民族的富強，請你們順從人民的意願，不要對和平請願的學生採取武力……」大約凌晨2時30分，幾名工人則開始在人民英雄紀念碑架設其從裝甲運兵車上拆解的機槍，並且發誓要向殺害許多示威群眾的部隊報仇。之後在侯德健勸說下工人們選擇放棄武器，而劉曉波則在紀念碑的欄杆公開砸壞另一支无彈的步槍，以重申非暴力運動立場。

### 群眾撤離

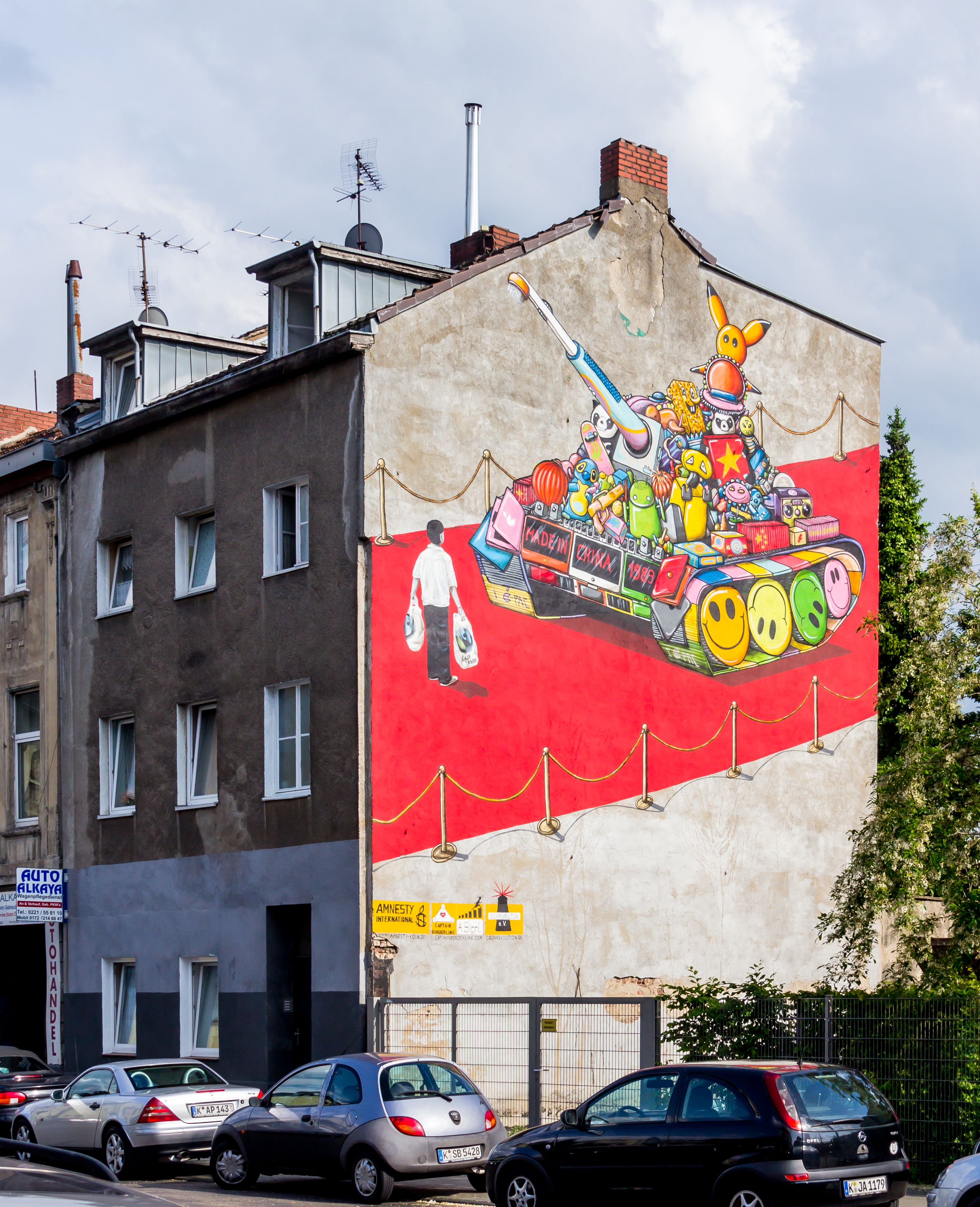
德国科隆，描绘“坦克人”的建筑壁画

之後，曾在木樨地看見軍隊槍殺民眾的高自联常委邵江呼籲由知識分子帶領示威群眾撤離廣場，並且表示已有太多人喪生。劉曉波原本不願撤離廣場，但最後被說服，並与周舵、高新、侯德健同學生領袖商討撤離問題，不過包括柴玲、李錄和封從德等人在聽到撤離意見後最初都拒絕撤離。凌晨3時30分，在隸屬於中國紅十字會的兩名醫生建議下，侯德健和周舵同意先行嘗試與士兵進行談判。他們隨即乘坐救護車抵達天安門廣場東北角並且與第38集團軍336軍團政治委員季新國會面917，季新國隨即向戒嚴部隊指揮總部轉達請求並且獲得同意為學生開闢往東南方安全撤離的通路917。凌晨4點時天安門廣場上的燈光突然熄滅，同時官方的擴音器宣布：「現在開始清場，同意同學們撤離廣場的呼籲。」不過此時學生們則是一同唱起《國際歌》918，並且認為軍隊準備執行最後一項清場任務。
凌晨4點30分時，天安門廣場重新開啟照明并发射一连串的红色信号弹。与此同时，部隊開始從四面八方逼近紀念碑，隨後部隊在聚集於人民英雄紀念碑的示威群眾周圍10公尺處重新部署。而侯德健回來後先是嘗試說服事先知情的學生領袖接受他與部隊的協議，在大約4時32分侯德健透過學生的廣播表示他先行和部隊達成談判，然而許多第一次知道這次會談的學生則氣憤地指責他過於膽怯。封從德之後則在廣播中解釋由於已經沒有時間召開緊急會議，而將以口頭表決的方式決定示威學生之後的集體行動。但儘管「堅守」的聲音比起「撤離」還要來得更加響亮，封從德仍然表示「撤離」意見較為多數而決定帶領群眾撤離天安門廣場。不過大約在4時40分時，穿著迷彩服的士兵衝向人民英雄紀念碑並且破壞學生的廣播設施179；而其他部隊則毆打數十名在紀念碑旁的學生，並且扣押或者破壞他們的相機和錄音設備。隨後士兵開始強制驅散在人民英雄紀念碑附近的群眾，之後也有學生和教授嘗試說服仍然堅持坐在紀念碑底層的學生離開。
大約早晨5時10分學生們開始離開紀念碑，示威群眾們手牽著手往廣場東南角安排的通道撤離，不過由于当时坐在广场北部的学生颇多，因此有相当一部分學生是從廣場北側離去。而這時軍方則要求那些拒絕離開天安門廣場的學生必須加入撤離行列179，除了以對空開槍的方式要求剩下的群眾撤出廣場外920，並且還調動59式戰車部隊封鎖前往廣場的道路919。而据从北侧撤离的学生所说，軍隊在紀念碑北面架起機槍向學生掃射。在確認所有示威群眾都離開廣場後，軍方派遣軍用直升機運送大型塑膠袋並且命令士兵開始清理廣場。北京醫護人員對香港记者說，軍隊將廣場的屍體裝進塑料袋，由軍用直升機運走。而6月4日早上6時，已經撤離天安門廣場的學生隊伍在沿著西長安街自行車車道上準備走回校園時，西單郵電局方向有3輛從天安門廣場出發的坦克發射催淚彈並且衝撞人群，造成11名學生受傷。6月4日上午數千名先前撤離的示威群眾、清場行動中傷亡者的父母以及被政府舉動激怒的工人嘗試從東長安街重新回到天安門廣場，但是當人群靠近部隊時士兵則隨即往群眾處開槍射擊作為警告。然而由於有數人因而遭到部隊槍擊，之後暫時撤離該處的不滿群眾便又會嘗試重新前往佔領廣場空地。之後群眾多次嘗試進入天安門廣場內，但是軍隊則持續負責管理廣場並且持續兩周都不向大眾開放。

## 事件后续

### 後續示威

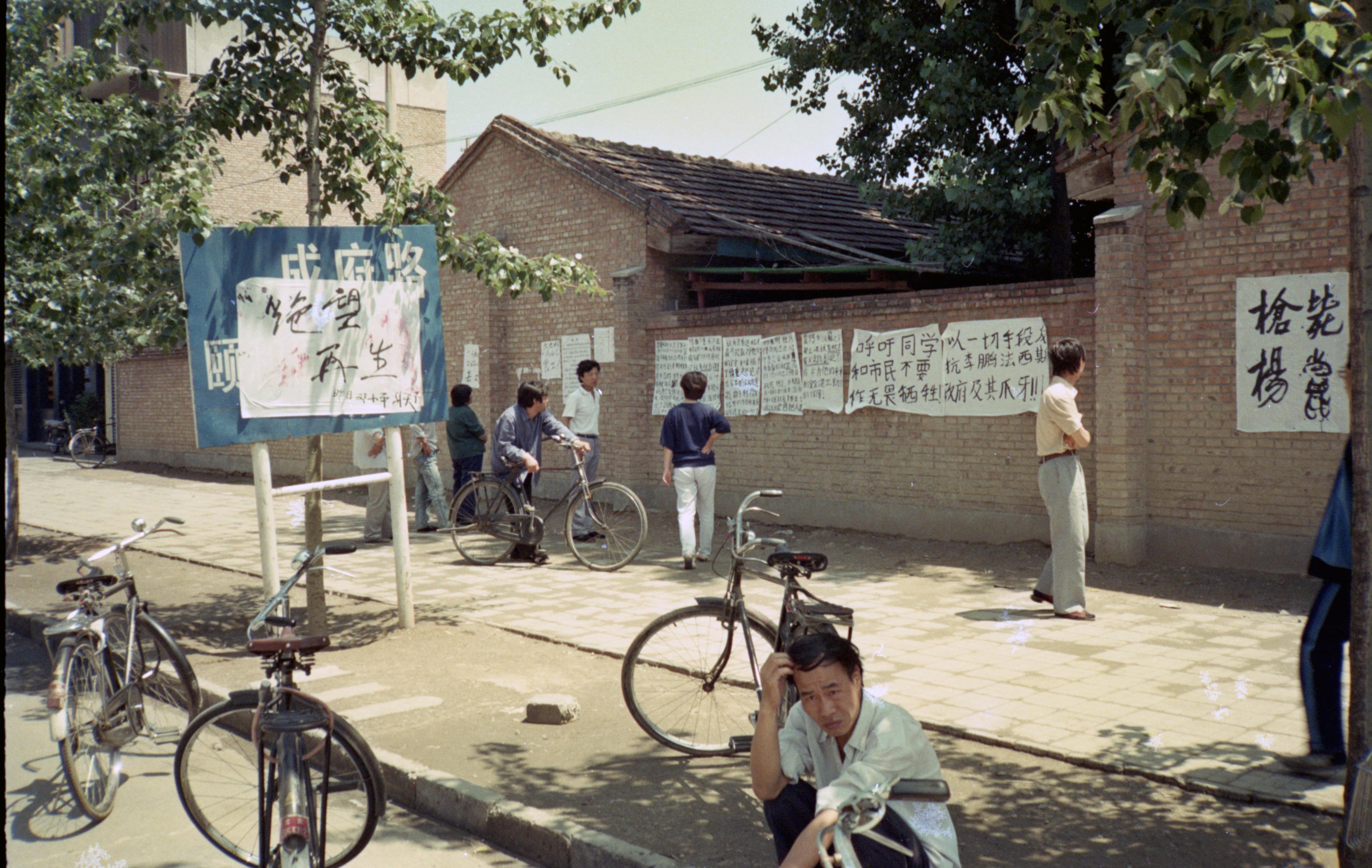
1989年6月7日的北京海淀中关村大街，墙壁及路牌上张贴着大量谴责六四清场的大字报

6月4日後，在北京市區，军民之间的流血冲突仅持续数日，便逐渐恢复稳定。次日，西方媒體拍到一名男子於東長安街隻身阻擋行驶中的坦克車隊，这一图像旋即轟動世界各地，被視為六四事件的標誌性照片。之後港澳地区隨即發起大規模示威遊行以聲援北京的示威群眾，其中澳門有十多萬至二十萬人參與遊行抗議，佔當時澳門人口的一半，該次遊行亦是澳門歷史上規模最大的遊行，另外也有一些國家也對於軍隊清場一事發起抗議活動。曾經加入天安門廣場抗議活動的學生返回原本校園以及部隊實施清場的消息傳開後，中國內地包括成都市、西安市、武漢市、南京市、上海市和廣州市等城市都爆發了大規模的抗議行動，並且持續數天。在广州，数万学生曾将主要干道海珠桥占领了四天，整个城市交通陷入瘫痪。到8日，因军队即将进城，人潮只得散去。
而根據國際特赦組織的調查，在6月5日時成都市便至少有300人喪生。其中成都市當地部隊使用震撼手榴彈、警棍、刺刀和電擊棒攻擊平民，而當天晚上警方也刻意要求醫院不能接受學生或者是提供救護車服務。而在6月5日到6月6日期間，西安市當地學生也發起大規模遊行活動，並且聯合參與罷工的工人開始設置路障:399,404。不過6月8日時陝西省人民政府便表示城市已經穩定下來，並且提出「先穩住動亂分子，盡量避免發生正面衝突、激化矛盾」的執行方針:410。

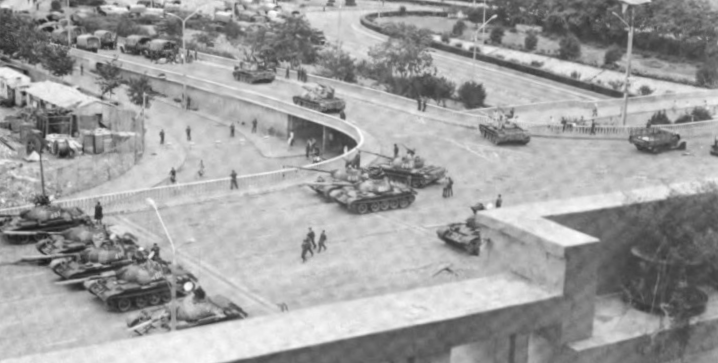
1989年7月，清场完成后中国军队的坦克

上海則是在6月5日時由學生發起示威遊行，並且開始擺設路障，工廠工人亦發起大規模的罷工抗議行動，一时间上海市的工人缺勤率攀升，一些工厂为此被迫停工，市工业用电量下降。這些舉動使得鐵路與道路交通陷入癱瘓，同時早上許多大眾交通工具也無法正常提供服務:389，英國廣播公司則報導說：「數萬名工作人士因而無法正常上下班。」第二天上海市人民政府派遣6,500人清除道路上的路障以恢復通行。然而當天晚上8時30分，來自北京的161次列車撞死在光新路道口6名嘗試要封鎖火車來往的群眾，另外6人受伤。晚上10時時現場便聚集超過30萬人，而群眾也開始毆打火車司機以及工作人員並且焚毀數輛火車車廂以表達不滿，造成包括邮政车在内的9节车厢被燃毁，沪宁、沪杭铁路中断:403:1199。6月7日時，同濟大學、華東師範大學和上海理工大學等學校學生紛紛強占各自學校的禮堂以及教學大樓，並且將其安排成靈堂以悼念六四事件的傷亡者:407。越來越多學生們參與架設路障阻礙交通的行動，但在聽聞上海也有可能戒嚴後便有3,000多人決定暫時離開校園。當天晚上，上海市長朱鎔基發表電視談話，並且提到：「作為市長，在此鄭重聲明，市委、市政府從來沒有考慮過要使用軍隊，從來沒有打算實行軍管或戒嚴。我們只追求穩定上海、穩定大局，堅持生產、保障生活。:410」
6月5日時，武漢當地約有20,000名大學學生決定遊行到天安門廣場表達不滿，另外示威群眾也有的封鎖武漢長江大橋的交通，有的集結在武昌站前的廣場:400。第二天學生繼續在街頭遊行示威並使當地交通被迫中斷，同時約有10,000名學生決定直接在鐵軌上靜坐抗議，這導致來往北京、武漢到廣州的鐵路路線被迫中斷，此外學生還鼓勵當地各大大企業的工人發起罷工活動:405。6月7日凌晨學生們開始以公車和路障阻礙交通，並紛紛於各處架設靈堂來紀念六四事件的傷亡者。然而一小群激進的學生攔下一輛貨運列車並且開始在列車上潑灑汽油，不過在準備焚燒時成功被警方阻止。但這使得當地警方與居民關係漸趨緊張，居民開始提領現金，搶購物資:408。而6月5日、6月6日到6月7日，南京當地學生發起遊行活動並四處發表演講，此外示威學生亦封鎖附近聯絡交通並嘗試聯合工人發起罷工。6月7日早上7時左右，包括河海大學在內幾間大學400多名學生以4輛公共汽車封鎖南京長江大橋，封锁持續到傍晚，而以南京大學学生為主的在校學生則在中央門各處擺放路障。一直到當天下午4時以後學生與群眾才被說服並撤離，交通也一度恢復:409。然而6月8日，南京大學與河海大學等校的學生重新控制了南京站周遭一公里的交通，同時學生們也陸陸續續於南京長江大橋上靜坐表達不滿。對於學生激烈的反應，中共江蘇省委認為當地局勢已漸趨失控，並陸續向學生表示公安部將會嚴懲行動的策劃人:413。

### 加强控制
六四清场后，中國政府開始加强控制新聞媒體和公民言論等自由，同時因六四事件懲處國內外媒體工作者。儘管國家媒體在軍隊實施清場剛發生後大多報導同情學生的內容，但是之後所有負責人遭到了撤離職位的處分，或者接受检讨和人人过关。其中在6月4日至6月5日在中國中央電視台播出的《新聞聯播》上，新聞主播杜憲與张宏民、薛飞和李瑞英搭档在負責報導此次事件时表现出悲痛情绪。事件之后央视过关学习，杜宪和薛飞的态度不改（二人受调离处分，三年后先后离职），而李瑞英、张宏民等人经检查符合要求。中國國際廣播電台英語部節目副主任，同時也是原中华人民共和国外交部部长吳學謙之子的吳曉鏞和英语播音员陈原能也因為其負責的節目對示威群眾表示同情之意，后来吴事后被捕，陈则被禁止出国。而人民日報由於發表同情示威群眾的報導，包括社長钱李仁與總編谭文瑞等編輯都因而撤職。而包括吳學燦在内的一些編輯人員則因為在未經许可的情況下出版特別相關報導，紛紛被判處有期徒刑4年。
所有國際新聞媒體在北京市實施軍事行動期間被勒令停止廣播，同時當局早在5月24日就關閉了衛星傳播的線路。然而許多廣播公司仍然無視這些禁令而嘗試藉由電話向外界報告情況，而許多相關的拍攝影片紀錄也很快被偷偷地運出中國大陸，這也包括西班牙电视台在6月4日凌晨所拍攝的天安門廣場情勢獨家紀錄。而在軍事行動期間一些外國記者則遭到中國政府的騷擾，其中哥倫比亞廣播公司的記者羅斯以及搭檔攝影師便遭到中國大陸當局拘留，然而他仍然不斷透過行動電話報導天安門廣場的情況。之後幾名報導中國大陸當局派遣部隊清場的外國記者在隨後幾個禮拜遭到驅逐出境，而其他記者則持續遭到當局騷擾或者是被列入黑名單之中。中國大陸當局告知各國駐上海領事館称無法保證記者的人身安全，並開始要求每家新聞媒體必須遵從新頒布的準則內容。
6月9日，鄧小平在其他高層的陪同下前往中南海怀仁堂接見戒嚴部隊高級幹部，而這也是自從學生發起示威活動以來鄧小平首次於公開場合出現。鄧小平在之後演講中稱呼因為六四事件而喪生的解放軍士兵為「烈士」，並且指出示威活動的目的是為了推翻现政府，希望能進一步「建立一個完全西方附庸化的資產階級共和國」。鄧小平認為示威者之所以不斷強調包括官員貪污在内的有關投訴，是為了掩蓋其底下試圖將當前社會主義制度加以取而代之的真正動機。他之後還以此觀點表示：「這整個都是仍堅持帝國主義之西方世界的計劃，他們企圖讓所有社會主義國家逐一放棄社會主義道路，然後將它們帶往另一條充斥著國際資本以及壟斷資本主義的道路。」
為了排除同情天安門廣場示威群眾的干部，中共領導高層發起了長達一年半的整頓方案以「嚴格處理內部強烈傾向資產階級自由化道路的黨員」。根據報導，有將近四万名中國官員被調查其在抗議期間的作為，有超過30,000名中國共產黨黨員的職位因此被迫調動，甚至估計有超過一百万名公务员的政治可靠程度遭重新評估27-30。而在這一期間，幾名中國外交官則前往國外要求提供政治庇護。而抗議行動造成中國當局決定加强其作用，在六四事件發生後許多在1980年代引入的自由化措施遭到撤銷，同時中國回到傳統社会主义模式並且重新控制新聞出版和大眾媒體。不過六四事件使得中國大陸當局瞭解到無論是中國人民解放軍或者是北京警方都缺乏如橡皮子彈和催淚瓦斯等充足的鎮暴設備，因此在這次抗議行動結束後中國大陸各個城市的鎮暴警察陸續獲得非致命的相關裝備。同時六四事件還促使得中國大陸當局決定增加國內维稳開支，並且擴大中國人民武裝警察部隊在鎮壓城市抗議活動時的權限。

### 逮捕行動

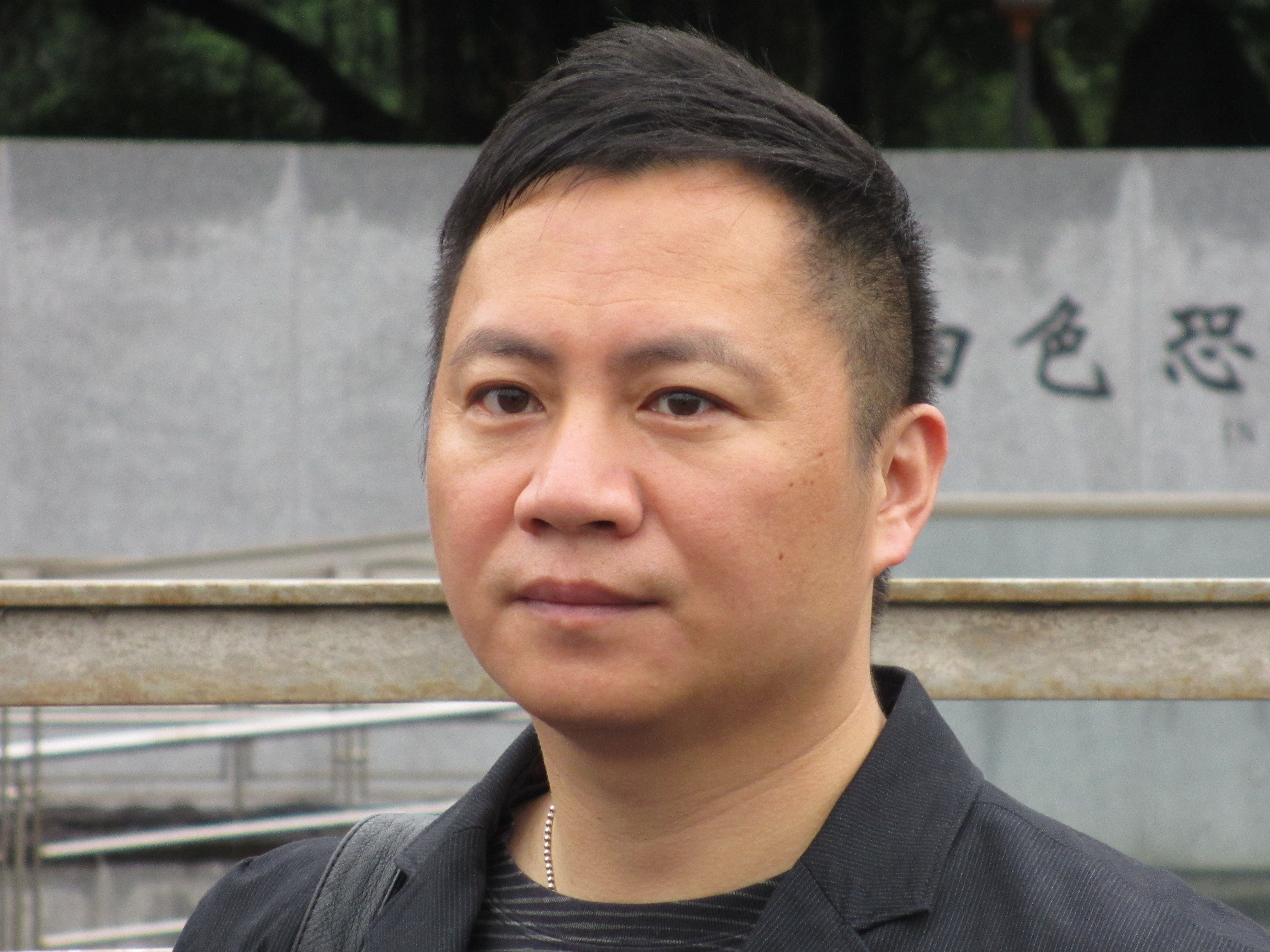
在所有被通緝學生領袖中排于第一位的王丹，同時他也是幾位曾遭到中國大陸當局關押的學生領袖之一

軍隊成功控制天安門廣場後，中國官方開始針對示威群眾展開大規模逮捕行動，並撤除支持抗議群眾的黨政官員職務。根据北京市委办公厅所编的《1989北京制止动乱，平息反革命暴乱纪事》，北京市在“六四”后共抓捕了1103名涉及暴乱的疑犯。其中有市民因在街上拿走士兵遗下的军用包，被控以抢劫罪名，判处七年、十年监禁，還有人被判死刑:6。許多參與六四事件的人士之後陸續流亡海外，柴玲、吾爾開希等學生領袖便透過黃雀行動，逃往西方各国，之後則被中國政府長期禁止回国。不過陈子明和王軍濤則是在1989年年底準備流亡時遭到逮捕，中國大陸當局指控他們為整起抗議活動的「幕後黑手」，於1990年判處他们13年有期徒刑。
中國大陸有關當局陸續逮捕或者拘留了共計數萬名來自中國大陸各地的群眾。根據對話基金會援引的各省級人民政府的資料，在1989年春天時有1,602名與抗議活動有關的人士被判處有期徒刑。許多人被安排至監獄監禁或者被送往勞改營，並且被禁止與他們的家人會面。而相關單位除了時常對這些涉嫌參與示威活動的群眾以酷刑施壓外，還將這些持有不同意見者與殺人犯或者強姦犯安排在同一個牢房內；同時，由於許多人遭到逮捕，牢房空間不足，甚至沒有足夠的空間供所有人入睡30。上海监狱和劳改队开展以“平息反革命暴乱”为内容的思想政治教育，播放《飘扬，共和国的旗帜》等录像。截至2012年5月，仍然至少有2名參與抗議活動者被關押在北京市，另有5人下落不明。另外曾經擔任趙紫陽助手的鮑彤則被指控洩露國家機密和进行反革命宣傳，並于1992年7月被判有期徒刑7年。
王丹和赵常青則是少數幾位被列為通緝犯且遭到逮捕的學生領袖，王丹先是被判處4年的有期徒刑，在1998年以保外就醫的理由離開監獄，並獲准移民前往美國居住；他而後在哈佛大學獲得學士學位，主要從事學術工作。趙常青因為被視為一名在抗議活動中影響力較小的公眾人物，在獲得為期6個月的監禁後獲得釋放，但之後由於繼續要求中国展開政治改革而再度遭關押。吾爾開希在事件後逃往臺灣，並長期在台湾中央廣播電臺從事政治評論員的工作；之後他曾三度表態願意自首，並希望返回中國大陸探視親人，不過最後都被遣返回臺灣。李錄則在華爾街成為投資銀行家，並且成立了一家公司。柴玲先是流亡法國，之後再轉到美國尋求政治庇護；後來她於美國高科技公司工作，並成立了關注中國大陸女性權益和計劃生育問題的非營利組織女童之聲。
2008年11月3日至11月21日期間，禁止酷刑委員會舉辦第四十一屆會議，並根據《聯合國禁止酷刑公約》第19條審議了會員國提交的報告。當中禁止酷刑委員會對於中國當局處理六四事件的方式感到擔憂，認為儘管許多家屬提出「在1989年6月4日於北京鎮壓行動中遭殺害、逮捕或失蹤」的申訴，但中國當局卻遲遲沒有展開調查。同時禁止酷刑委員會也提到中國大陸當局並未告訴家屬相關人士的下落，而對過度動用武力的負責人也無任何行政或者刑事處分。2009年12月，中國政府回應禁止酷刑委員會的建議，表示已經就「1989年春夏之交的政治風波」完全結案，並強調當時採取及時且果斷的手段是必要而正確的。中國政府还認為將六四事件形容成「民主運動」扭曲了事件反政府的本質，並且認為這些意見與禁止酷刑委員會的職責並不符合。

## 死傷人數

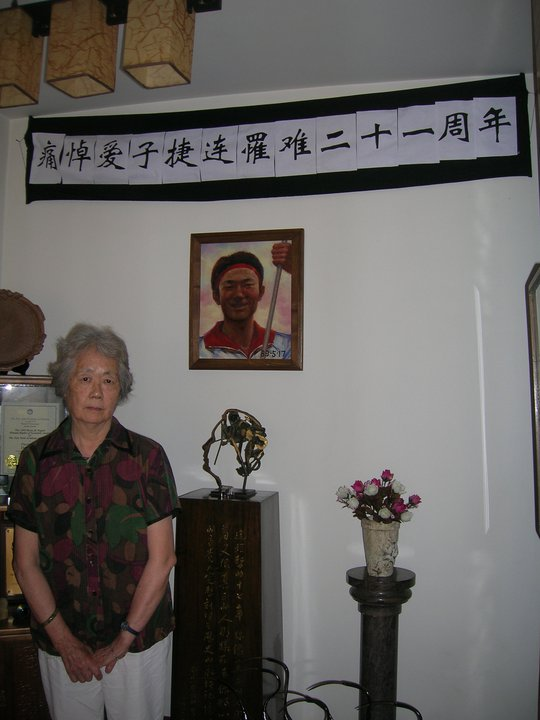
天安门母亲运动发起人之一丁子霖之子蒋捷连于6月3日晚11时左右在木樨地复兴门外大街中弹身亡

由于中国官方拒絕提供更多事件資料，死伤人数的数据模糊且出现多种版本，單是死亡人數的估計便從百余人至上万人都有。1989年6月6日，中華人民共和國國務院官員召開新聞發表會，發言人袁木表示，据初步統計，包括部隊士兵、大學學生、非法分子和誤殺群眾在內，有近300人死亡。袁木還提到有5,000名中國人民解放軍的士官和士兵受傷，而包括違法暴徒和圍觀群眾在內、有2,000名平民受傷。根據北京市警方的調查，在北京市被杀死的平民「包括大學教授、技術人員、政府官員、工廠工人、小型私營企業擁有人、退休工人、高中學生和小學學生等，其中最年輕的僅有9歲」:437。而自中國政府於6月6日召開新聞發表會後，六四事件的實際死亡人數和天安門廣場傷亡問題便不斷出現爭論，有“死者都在天安门广场外”與不同日期的说法。原因在於中國政府展開軍事鎮壓後，便不斷控制任何資訊的發布；之後則嚴格禁止在中國境內研究相關主題，使得今日對於實際死亡和受傷人數仍然不清楚。各方來源提供的傷亡估計，各說各話下亦有很大的出入，聲稱人數從無人喪生至數千人喪生的說法都有。
根据《中华人民共和国国务院公报》（1989年第11号）中记录的资料显示，中國人民解放軍、武警部队及公安部门警察有数十人死亡，6,000多人负伤；非军人有3,000多人受伤，200余人死亡，包括36名大学生、医护人员、群众。1990年7月10日，中华人民共和国公安部向国务院提交的内部文件《有关各地动乱、暴乱中伤亡情况统计资料汇总》中统计，1989年整个事件期间全国共有931人死亡，2.2万余人受伤。其中北京有群众523人（北京学生57人，北京居民45人，外地学生171人，外地职工、居民和农民229人，另有身份不详者21人）、军警45人死亡，另有11570人受伤。
海外报道的死亡人数一般显著多于大陆报道。2014年美国白宫解密文件显示约有10,454人死亡、40,000人受伤（白宫的报告引述自戒严部队的消息人士提供的中南海内部文件）。2017年底，英国国家档案馆解密的文件显示，有中国国务院职员（名字在檔案中被塗黑）称1989年天安门事件至少造成1萬多名平民死亡，這是目前最高的數字。
1989年6月21日，紀思道在《紐約時報》專欄提到因為缺乏實物證據，而很難確認傷亡的實際人數，但也提到「合理數字應該是大約有50名士兵或警察死亡，以及400名至800名平民喪生」。美國駐華大使李潔明則表示美國國務院外交官看見軍隊向未持有武器的群眾開火，而美国驻华大使馆的員工也曾前往現場蒐集部隊殺害民眾的證據，走訪北京附近的這些醫院後認為約有數百人遭到槍殺。子女因為這次事件喪生的丁子霖、張先玲等人則共同成立了天安門母親運動，持續嘗試調查死者家屬，並記錄死者相關資訊；天安門母親運動確認的失蹤與死傷者清單，1999年有155人、2005年有187人、2010年有195人，2011年8月有202人。在天安門母親運動所蒐集的死者資料中，除了直接死于六四事件的民眾外，還包括4名自殺人士，以及6月4日後因抗議活動而被杀者。
另一方面，根據吳仁華對於戒嚴執法行動的相關研究，除去治安人員外只有15名軍人經確認是在相关事件中被殺死。在死亡原因已經確認的15名軍事人員中，有6名士兵是因為搭乘的卡車翻覆，車體着火而喪生；一名隸屬第39集團軍宣傳單位的攝影師因為沒有穿著制服，在拍照過程中遭到槍殺；7月4日，一名第24集團軍排長因為心臟麻痺逝世。剩下7名軍事人員的死亡原因，吳仁華認為應該是排除天安門廣場上的示威群眾時，在任務過程中陣亡。
此外，中國各地仍有示威者伤亡，数量由於當地記者較少、缺少特意記錄而難以估計。但根據國際特赦組織的調查，在6月5日時成都市便至少有300人喪生，其中成都市當地部隊使用震撼手榴彈、警棍、刺刀和電擊棒攻擊平民，而當天晚上據稱警方也刻意要求醫院不能接受學生或者是提供救護車服務，間接導致死者增加。位於成都的天府廣場因此也被稱為成都“天安门”。

### 广场屠杀争议

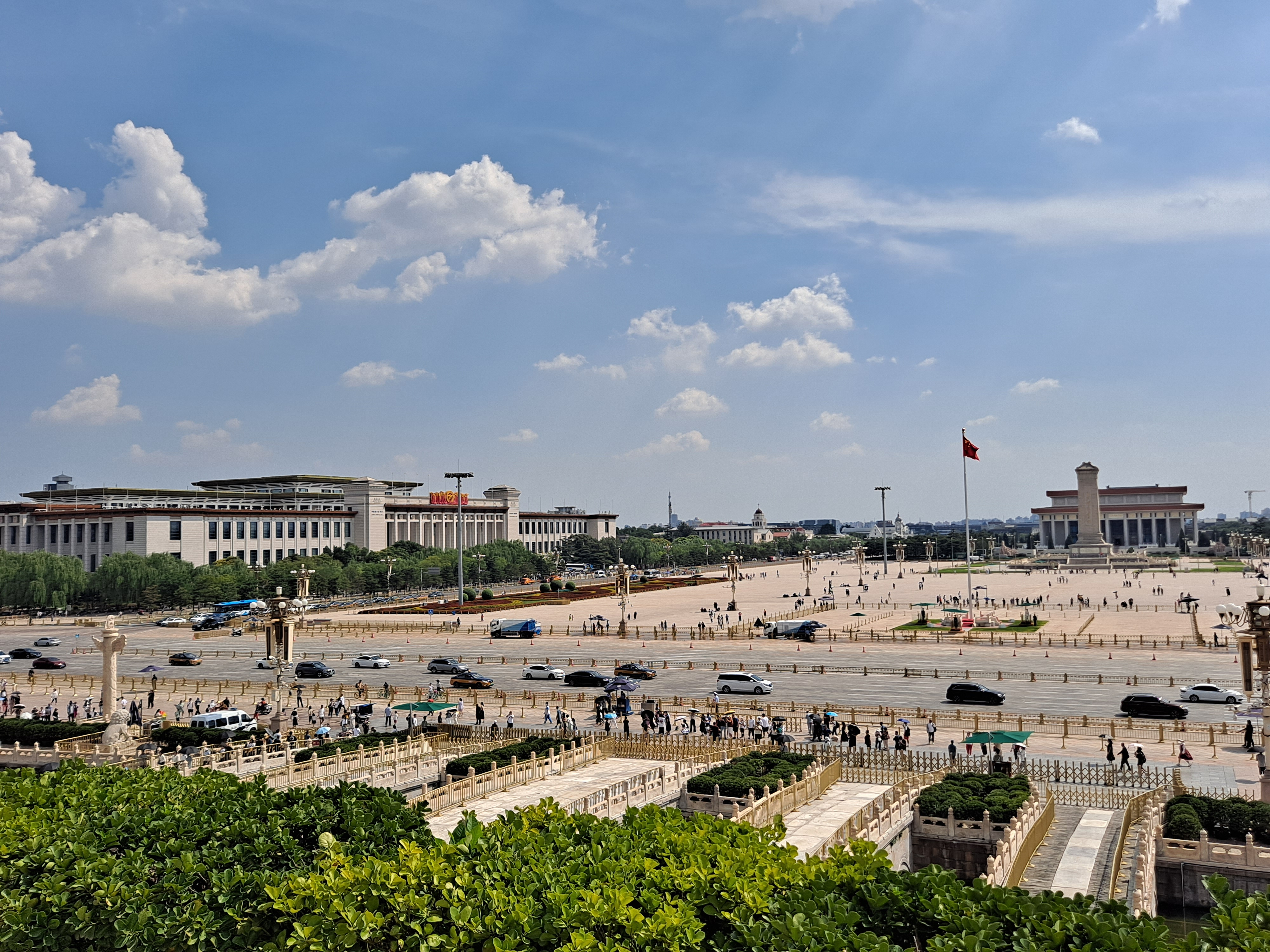
天安門廣場上是否發生屠殺存在爭議，但可以確定有士兵於長安街和廣場外圍槍殺平民和學生

至今大多認為絕大部分的槍擊事件，發生在天安門廣場以外處。另外也有報導指稱學生離開天安門廣場後，軍隊仍在北京音乐厅附近向學生開火。有文章认为，枪击发生区域并非天安门广场，而是在通往广场的大道上。而中國政府在6月6日召開的新聞發表會上，軍事發言人張工堅持表示並無民眾於天安門廣場上遭到槍殺，軍隊亦沒有使用坦克輾壓在廣場的民眾。鄧小平在6月9日的談話中提到：「讓大家看看，解放軍究竟是什麼人，有沒有血洗天安門，流血的到底是誰。這個問題清楚了，就使我們取得了主動。」清場期間負責監督執行狀況的戒嚴部隊副指揮遲浩田，則在1996年訪問美國時堅持強調天安門廣場上並沒有人死亡。西方的新聞媒體則廣泛報導称天安門廣場上发生了屠殺。柴玲便表示坦克進入天安門廣場後輾壓帳篷，並殺害堅持不肯離去的學生；一些從廣場撤離的學生則認為，有群眾因待在人民英雄紀念碑附近而遭到殺害。之後軍方出動直升機清理天安門廣場，更讓懷疑論者認為中國政府試圖掩蓋廣場發生屠殺的事實。
但侯德健、潘文等同樣在待在紀念碑旁的人士，紛紛表示儘管在天安門廣場有聽到槍聲，但並沒有看到任何針對示威群眾的大規模持槍射擊，或是坦克輾壓群眾的情況發生。时任北京市长陈希同也指出：他当时就在广场上旁人民大会堂，看到的是和平清场，并称外電所说的“天安門廣場血流成河”不是事實。六四事件親歷者吳仁華表示天安門廣場上的學生遭到警察和軍人的襲擊，並且傳出許多慘叫聲，但學生們很快被迫撤離了。
根據英國廣播公司報道，有許多記者不能確定天安門廣場上是否發生屠殺，僅可以確定廣場外有大規模槍擊發生。美國國務院內部針對事件提出總結時，則提到：「屠殺發生在長安街等北京主要幹道，而不是在天安門廣場本身。」這些說法使得之後記者依照現有證據進行判斷，認定6月3日晚上至6月4日凌晨並沒有民眾於天安門廣場上喪生。在維基解密泄露的外交電報中，6月3日晚至6月4日凌晨待在天安門廣場東北角的智利外交官加洛，便告知美國大使館工作人員在廣場上並未目擊到群眾遭遇槍擊，在這期間只有聽到零星的槍聲。不過另一篇外交電報提到一名執行清場任務士兵的母親，從自己兒子口中得知當時隸屬的部隊安排在天安門廣場東南角，並曾使用機槍掃射而造成許多平民喪生。儘管電報中提到無法驗證來源是否真實，但仍然被美國駐上海總領事館當作目擊者報告看待。

## 各方反应

### 官方定调
针对六四事件，中共的立場認為：為了控制事态，使用武力是必要的，而這也维系了有利于经济发展的稳定社会秩序；江澤民、胡錦濤等中國領導人被外國記者問到关于此事件的問題時，都會不斷重申中國政府的官方立場。在6月30日的第七届全国人民代表大会常务委员会第八次会议上，陈希同做了《關於制止動亂和平息反革命暴亂的情況報告》。2019年出版的《中国共产党历史系列辞典》将六四事件的大环境归纳为西方渗透与和平演变、党内少数领导同志的思想问题、干部腐败问题损害群众形象、资产阶级自由化思潮泛滥等等，将直接原因归纳为“极少数反共反社会主义分子”利用“党在工作中的失误”和“人民群众对物价上涨、特别是对一些干部中腐败现象的不满情绪”，借着群众悼念胡耀邦“大肆散播谣言”，“掀起一场有计划、有组织、有预谋的政治动乱”。至於在官方出版的歷史文獻中，則在人民出版社、中共党史出版社出版的《中国共产党简史》（2021年2月第1版）中始有所提及，书中首度出现了标题为《经受政治风波的考验和治理整顿的完成》的关于六四事件的正式记载。這份史料将六四事件称为“1989年政治风波”，并收錄了关于胡耀邦逝世、四二六社论在内的事件相關内容。在文中的后几小节中，也记录了官方对此的反思与相关措施，内容涉及贪污问题的解决、经济政策的调整:267-278。后来《中国大百科全书》（第三版网络版）中亦收录了“1989年春夏之交的政治风波”，对该事件的定性是“1989年春夏之交，极少数人利用学潮发动的一场以推翻中国共产党的领导、颠覆社会主义制度为目标的政治动乱”，并认为1990年1月10日北京解除戒严为这场“风波”的结束日，即“平息1989年春夏之交政治风波的斗争取得胜利”。
同時，中國政府不斷控制有關六四事件的大眾印象，當提及此事时，媒體必須同中國政府對於六四事件的說法保持一致。政府还推出相关白皮書，以說明其對此事的觀點；之後中國政府內部匿名人士將這些檔案運出海外並且在2001年時借由公共議題出版《天安門文件》。六四事件30週年前夕，中国国防部长魏凤和參加香格里拉对话時表示「六四事件是一場風波和動亂，中央采取果断措施，制止和平息了这场动乱，是正确决定，正因此才能保持国内稳定。中国在之後三十年间，在共产党领导下发生了翻天覆地的变化」。中共中央則在十九屆六中全會中提出《关于党的百年奋斗重大成就和历史经验的决议》，特別用一段篇幅指出该事件，并谴责反共的外部勢力，在文中透過定性八九民运的發展影響和發表正式看法，著重強調了政府在「抵御风险和驾驭复杂局面」方面的作用。决议引用了邓小平的评价，指出在二十世纪末出現了“国际大气候”（苏联解体、东欧剧变）和“国内小气候”（經濟改革的諸多問題），該局勢下因操弄而导致了“八九年春夏之交政治風暴”，此後国家依靠人民旗帜鲜明地反对动乱，捍卫了社会主义，维护了人民的根本利益。决议由此綜合了後續一系列政績等進行總體結論。
但對於六四事件，許多當時的黨政官員也存在各自不同的見解，其中陳希同在2012年逝世前多次为流血事件感到遺憾，而當時擔任趙紫陽政治祕書的鮑彤則多次呼籲中國政府應該平反示威活動。楊尚昆則在1998年逝世前向軍醫蔣彥永表示六四事件是中國当局犯下的最嚴重的錯誤，並且認為將來有一天該事件將會獲得糾正。

### 官方媒体
事件发生后，包括人民日报和中央电视台在内的媒体开始借用国际新闻讽喻国内时事。6月4日，《人民日报》以粗黑字体刊出题为“汉城学生绝食示威抗议当局杀害学生”的文章。同版，有文章报道波兰消息，以“波领导人指出选举是和解的伟大尝试”为肩题；主题用黑宋大字，“警告任何人都不要玩火”。对中东局势的报道则是：“以军再次入侵黎南部，用飞机坦克对付平民”。在“社会”版，则有“四川一服刑罪犯竟当上人大代表”一文。6月5日晚，中央电视台在《新闻联播》中不仅以醒目文字报道波兰领导人“警告任何人都不要玩火”，还用字幕打出“以總理承認武力平息不了巴勒斯坦起義”。
尽管中宣部已要求媒体“噤声”，甚至威胁“谁报道谁负责”，《人民日报》仍然在头版用花边框刊出《北京这一夜》一文，首先披露了戒严部队进城并开枪的消息。后来《北京这一夜》删节，但由于版面已经固定，原本预留一千余字的空白中仅余不下两百字，使得《北京这一夜》的花框内留下不少空白，被称为是在“开天窗”。中国国际广播电台的英语广播员在4日凌晨的广播中称，北京发生了“最骇人听闻的悲剧”，并称电台同事在事件中遇难，广播员最后说：“鑒於目前北京這種不尋常的形勢﹐我們沒有其它新聞可以告訴你們。我們懇請聽眾諒解，並感謝你們在這最沉痛的時候收聽我們的廣播”。中央电视台的两位主持人杜宪、张宏民在播報6月4日晚《新闻联播》时身着黑衣，雙眼浮腫，语速缓慢，主持人杜宪一度在播报中哽咽。当时的《新闻联播》为全國播出的录製节目。。
事后，学运期间主张新闻改革、同情学生的胡启立、阎明复等领导被撤职。人民日报社总社长李仁和、总编辑谭文瑞也被撤职。私自在6月4日刊发人民日报号外的编辑吴学灿更被判处四年徒刑。北京广播电台英语部负责人吴晓镛被调离，其父亦受牵连，整个英语部的工作人员都作了检讨。報導此次事件表现悲痛情绪的四名中央电视台主持人分别是杜憲、张宏民、薛飞和李瑞英。事件之后央视内部组织“过关学习”，李瑞英、张宏民符合留任要求，而杜和薛则被调离新闻联播播音岗位。后薛飞1991年从中央电视台辞职，翌年杜宪也从央视离职。
曾有中国媒體藉由阻擋坦克之類似圖像來低調紀念六四事件，例如在2010年6月1日時南方都市報在兒童節特刊登出一幅描繪有坦克車隊圖像的漫畫。

### 国际反应

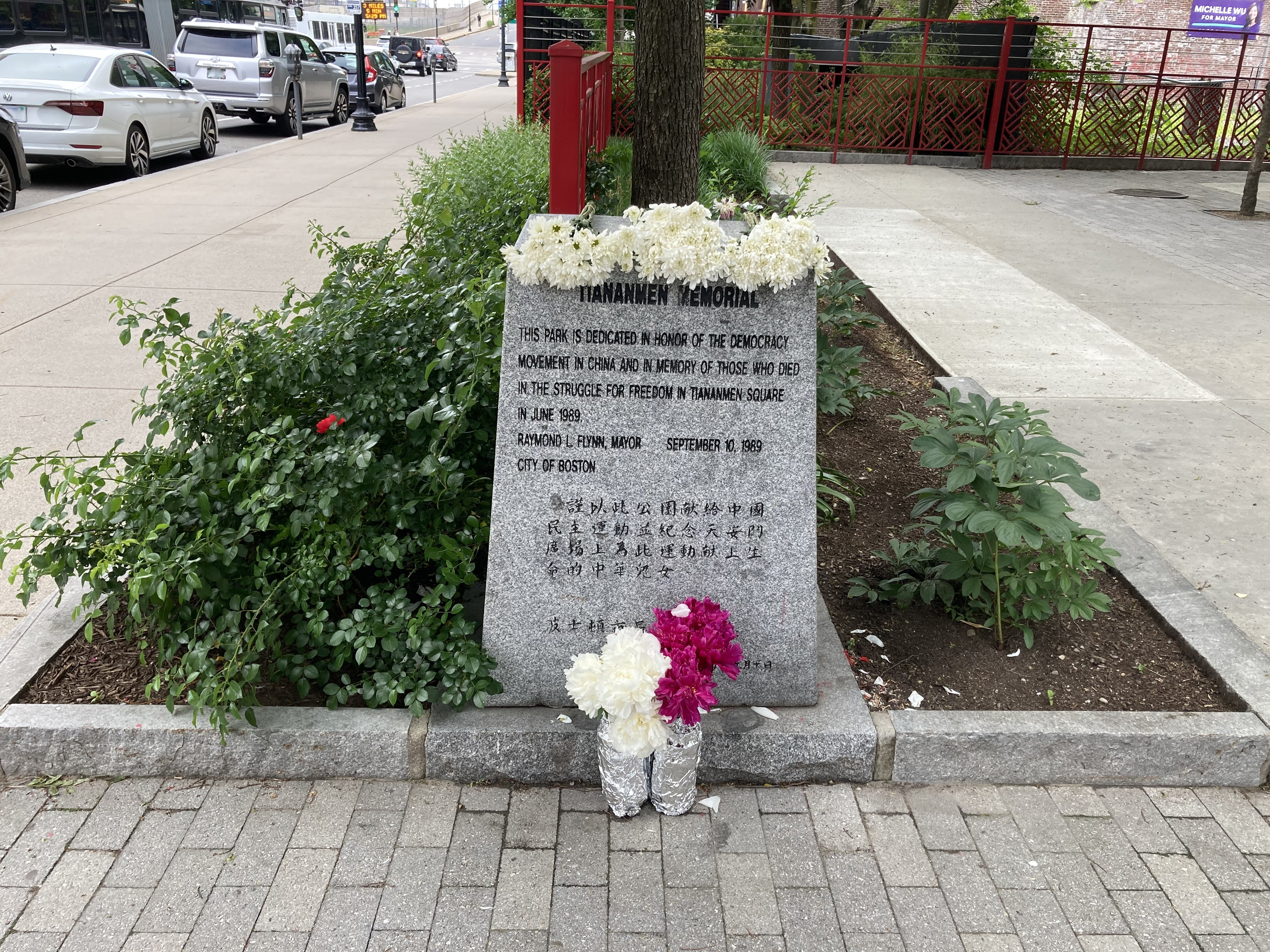
位於波士頓唐人街的六四天安門事件紀念碑

事发后，国际社会对中国政府对于该事件的做法评价不一。多数国家譴責中华人民共和國政府以武力驅離示威群眾，許多西方國家亦一度實施經濟制裁，並實行武器禁運至今。對於中國政府通过武力镇压處理抗議活動的方式亦引起多数國家的批評，其中西方國家政府和新聞媒體更是對此嚴厲譴責。值得注意的是，許多亞洲國家在抗議期間持續保持沉默，其中印度政府一方面下令國家電視臺減少相關報導以免損害與中國之間的關係，但另一方面也對於因解放军清場而死亡的民眾表達同情之意。而多数对该事件作出反应的非洲国家则认为该事件属于中国内政，并且对该事件表示同情。根據日本外務省在2020年12月23日公開的1989年前後外交文件，日本政府在6月4日當天決定對中國和睦，並反對西方對中國制裁。而包括朝鲜、巴基斯坦、古巴、罗马尼亚、捷克斯洛伐克、东德以及一些中东和非洲國家則表態支持中國政府的作法，並譴責相關的抗議活動。許多海外的中國留學生為表支持天安門廣場上的示威活動，於歐洲、美洲、中東和亞洲等地的城市發起示威，開始在網際網路上架構提供新聞服務的《華夏文摘》，並且創建非政府組織中國民主後援國際；而在中國軍隊以武力驅散天安門廣場上的示威群眾後，這些海外華人則組織如中國民主團結聯盟和全美中國學生學者自治聯合會等團體，这些团体在1990年代中期以前擁有一定的政治影響力。
然而對於西方國家來說，中國政府對於天安門廣場上抗議活動的處理方式破壞了自身的國際聲譽。許多西方國家的新聞媒體從原本计划採訪5月舉行的中蘇首腦會議轉向報導有關早期戒嚴行動的情況，示威群眾抓住這個機會並且開始為國際電視臺的觀眾製作標誌和旗幟，而這也使得西方社會對於中國學生的抗議活動多表示同情。中國政府對於如何處理媒體報導示威活動一度猶豫不決，这也為中國记者和海外記者報導抗議活動提供了一個相對寬鬆的環境。抗議活動的影像紀錄在事件之後20年強烈影响了西方對於中國的看法以及其对华相关政策。其中一男子阻擋坦克行進的圖像變成该事件重要的標誌，该男子被称为“坦克人”，且長期在西方社會成為公民反抗專制政權的象徵。《時代》雜誌更是以「無名的反抗者」为名將其列为20世紀100位最重要的人物之一。

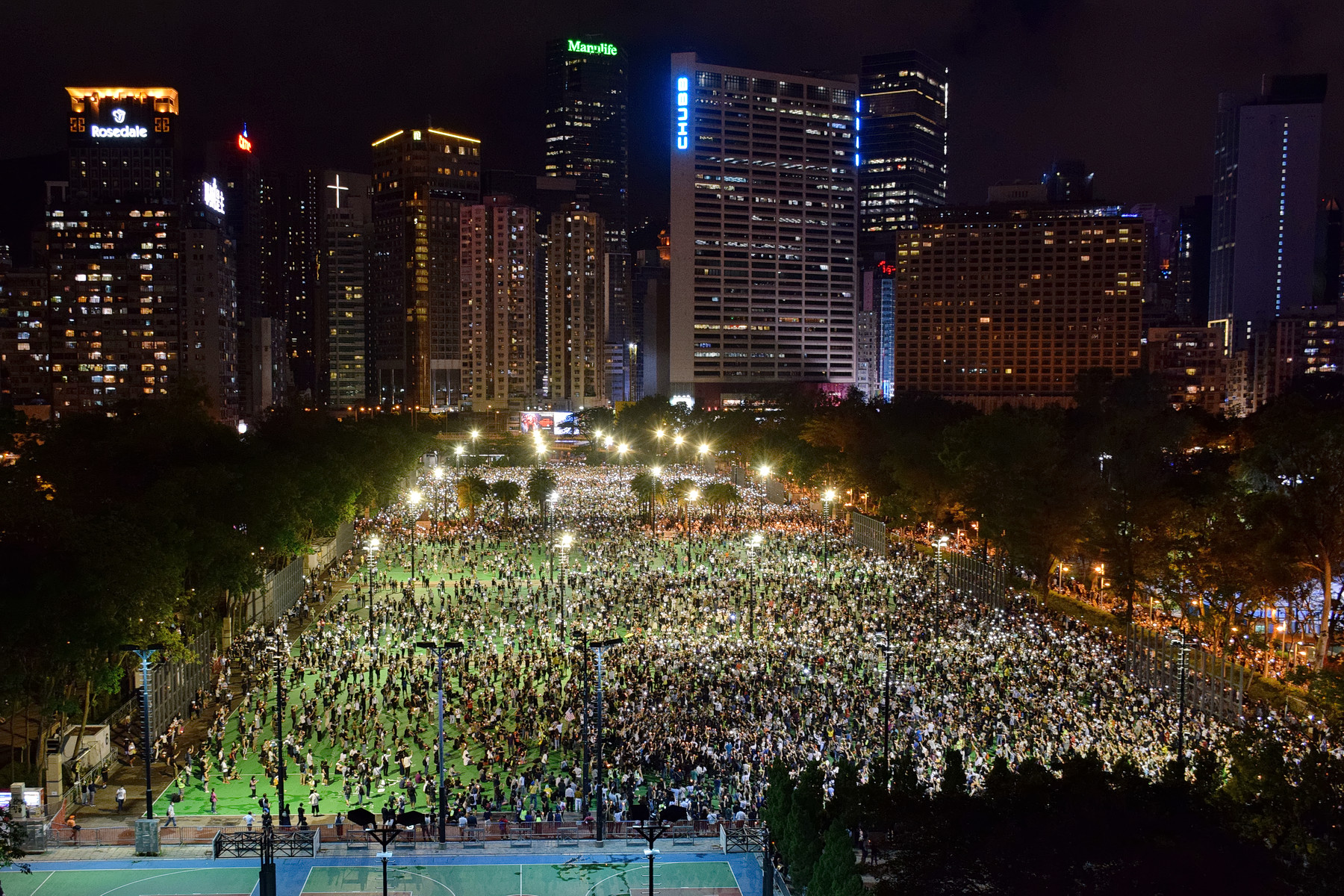
2020年维园六四烛光晚会

另外一方面，對於当时仍然是英國殖民地的香港來說，六四事件的發生使得社會大眾恐懼中國在1997年主權移交後是否會違背一國兩制的承諾。對此香港總督彭定康試圖針對立法局展開政治改革，但這也讓香港政府和中國政府之間發生摩擦。而對於許多香港民眾來說，对天安門廣場上抗議的鎮壓成為了一个轉捩點，許多民眾因此對中國政府失去了信任；此外當時香港市民普遍對香港主權移交後的地位感到不確定，这些因素使得1997年前出現了大規模的移民潮，許多人前往加拿大或澳洲等西方國家生活。英國政府為了阻止人才隨著移民潮而外流，同意讓香港政府施行居英權計劃，授予部分香港民眾正式的英國公民身份。而自1990年後，香港每年都有數萬名民眾參與由香港市民支援愛國民主運動聯合會主辦的大型「維園六四燭光晚會」活動。香港在1997年主權轉移給中國後，相關的紀念活動仍在持續進行，直至2020年《港區國安法》生效。
六四事件過後，澳門支持示威的部分人士或组织遭到压力或攻击，例如兩個高調爭取平反「六四」的組織被暴力襲擊，當中「東大學生關注北京學運小組」在負責人聶國瑞（後來曾任香港亞洲電視駐澳門記者）遭人以玻璃瓶襲擊頭部後宣佈解散，而民聯會的成員則因職業威脅、家庭壓力、經濟封鎖和暴力襲擊而四散，當時任職中國銀行經理的吳國昌受壓辭職，在青洲小學任教的區錦新也被解僱，後來更被人用木棍袭击，民聯會除了區錦新和吳國昌以外的成員大多退出。後來二人先後從政，透過直接選舉進入立法會，直到現在兩人仍然堅持舉辦六四悼念集會。据吳國昌说，在1990年代針對民主派的打壓行動中，有部分堅持平反「六四」和抗議警方濫權的人被清算，由於當時親共勢力已控制澳門社會，故可輕易而舉地打壓反對者，被打壓人士的處境有突然失業、做生意的突然被斷供貨、舖位被收回、銀行戶口被凍結，同時面對著暴力威脅，有被暴力襲擊的人報警後於事無補，也沒有記者願意報道。他們中的部分人最後妻離子散，甚至露宿街頭。

### 国际制裁

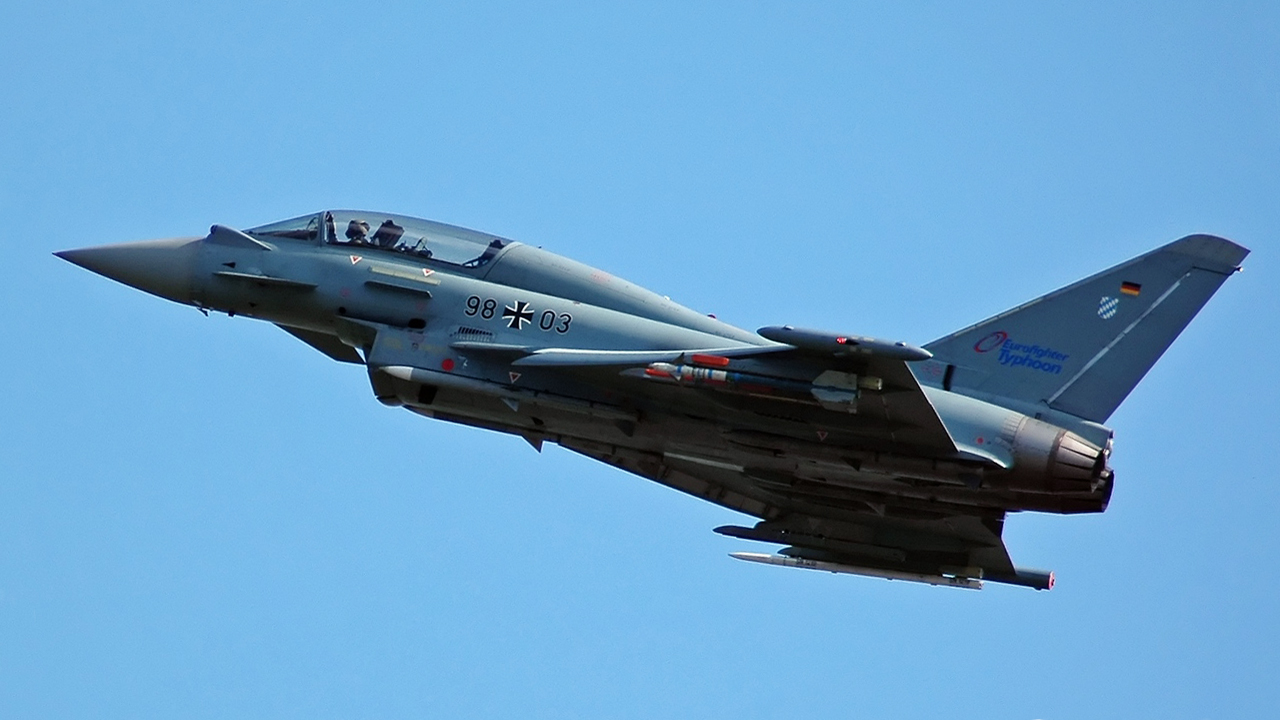
六四事件后，包括颱風戰鬥機等歐洲製軍事裝備受到武器禁令的限制，皆無法出口到中華人民共和國

事件發生後，中国的外交形象從展開現代化改革的反蘇盟友，轉變成為鎮壓示威群眾的威權主義國家。之後反對中美自由貿易的藍隊成员也多次提及六四事件，並以此認為中國對於維護世界和平和美國自身利益都將構成威脅。六四清场的消息也對中國經濟產生顯著影響，世界銀行、亞洲開發銀行与部分外國政府都要求暫停給中國提供貸款；而除了許多外國直接投資的承諾遭到取消外，中國的旅游觀光业收入也從原先的22億美元減少至18億美元。國務院總理李鵬在1992年1月31日訪問安理会時就表示，對華經濟制裁和武器禁運政策嚴重妨礙國家主權。
同時歐盟與美國都決定針對中國實施武器禁運政策，並且持續到今日。由此，在這一時期中國的國防支出從原先1986年的8.6%提升至1990年的15.5%，過去十年以來國防經費開支不斷減少的情況得到了逆转。中國長期呼籲歐洲聯盟和美國解除禁令，並獲得一定數量的歐洲聯盟成員國支持。2004年時，法國總統希哈克便提議歐洲聯盟解除禁令，同時獲得德國總理施羅德的支持。而自2004年以來，中國則開始表态称武器禁令「已經過時」，損害了中國與歐盟間的關係。但中國在2005年3月通過《反分裂國家法》後，激化了臺灣問題，數個歐盟理事會成員撤销了原先有關解除武器禁令的支持。
之後德國總理默克尔公開反對解除禁令，而美國國會議員還建議：如果歐盟解除禁令的話，應該對歐盟實施軍事技術的轉讓限制。2005年7月，擔任歐洲聯盟輪值主席國的英國政府也反對解除禁運，在多次批評中國人權紀錄的巴羅佐當選成為歐盟委員會主席之後，解除歐盟武器禁运变得更加困難。另外一方面，歐洲議會則長期反對解除針對中國的武器禁運限制，雖然每次提案反對理由多是称沒有必要解除禁令。歐洲議會多次反對解除任何有關中國武器禁運的提案，使得中國只能夠向其他國家尋求軍事装备的供應。儘管過去中國與蘇聯一度處於緊張關係，但是中國仍然長期从東方集團國家購買武器裝備並且实际成為其主要武器來源。其他曾願意供應武器裝備給中國的國家還包括以色列和南非，但是在美國的壓力下這類合作關係也漸漸停止。

## 事件影響

### 改革停滞
六四事件的发生直接导致了改革开放尤其是中国政治体制改革停滞，趙紫陽被免去黨內外所有職務，胡啟立等許多同情抗議的官員也被免職或降級，江澤民被提拔為新任中共中央總書記28。而許多參與抗议的人士則流亡海外，並被政府禁止回國。這次風波後，强硬派抬头，改革開放政策停滞，直到1992年鄧小平南巡後才重新恢復；原先在1980年代逐漸開放的人權、民主政策等政治改革也暫止進行。
1989年10月31日，第七届全国人民代表大会常务委员会第十次会议通过了《中华人民共和国集会游行示威法》。根据该法，原则上举行集会、游行、示威，必须依照该法规定向主管机关提出申请并获得许可。
中共十三屆四中全會期间，反對實施戒嚴的趙紫陽、胡啟立、芮杏文、阎明复均遭免职。不過相较於趙紫陽隨後遭到軟禁並且持續到2005年逝世為止，其余三人仍然保留党籍，而同樣支持改革派的全國人大常委會委員長萬里在5月24日提前從美國返回北京首都國際機場後，便被中國政府以健康理由拘留並實施軟禁。同樣，在「改變自身想法」後，萬里從軟禁中獲釋，之後萬里繼續擔任全國人大常委會委員長的職務，直至1993年任期屆滿後退休。
而江澤民之後取代趙紫陽成為中共中央總書記。江澤民在上海市處理具有改革派傾向刊物、积极响应四二六社论的作法，使得他贏得保守势力的支持。這次抗議活動也讓原本依照1982年憲法與往常慣例採取的權力分立有所修正，過去為了防止毛澤東的個人統治以及相關的過激行為，中國共產黨決定廢除毛澤東終身擔任的中共中央主席職務。同時重新設立自1975年被廢除的国家主席職務，並將其列為沒有實權的虛位元首職務，同時實際上真正擁有政治權力的中共中央總書記、國務院總理以及中央軍委主席則由不同人擔任。然而在六四事件期間，擔任國家主席的楊尚昆同時兼任中央軍委副主席和秘書長，掌握軍權，並且公然與另一位中央軍委副主席、中共中央總書記趙紫陽決裂，轉向主張使用軍事武力的國務院總理李鵬和中央軍委主席鄧小平一派；這使得官方政策變得不一致、不連貫，明顯阻礙行使權力。出于这一原因，同时考虑到對外交流的身份需要，自1993年起，中共中央總書記、中央軍事委員會主席、國家主席由同一人出任。
邓小平离开领导层后，随着“废除干部领导职务终身制”实行，陈云、杨尚昆、薄一波、习仲勋等元老亦逐渐淡出政坛。之后江泽民、李鹏、朱镕基、李瑞环等人组成的新一代中央领导集体正式接班。之後，中华人民共和国政府聲稱“为了维护社会稳定，对政治风波采取了果断措施”，大規模逮捕示威民眾和支持者，並鎮壓其他地区進行的抗議活動；同时嚴格控制國內新聞媒體對事件之報導，並禁止外國記者將相關照片和採訪影像發送至國外。废除干部领导职务终身制在后邓小平时代一直延续下来，直至习近平任内推行修宪后才被废除。

### 九二南巡
由于此時受到示威抗議的影響，中國政府在改革政策制定上採取保守態度，並認為示威抗議的原因便是由於改革速度過快的結果。因此，主持改革開放的鄧小平在六四後失去了一定影响力，這迫使他选择与保守派妥協。支持改開政策的趙紫陽被迫遠離政治核心，而在保守派的壓力下鄧小平也與國家政策決定開始疏遠。在以江澤民為首的領導集體確立後，鄧小平便在稍後以江澤民為「合格的總書記」為由讓其接任中國共產黨中央軍事委員會主席，自己則退出了領導高層。然而政府改革開放腳步過慢一方面引起地方領導人的強烈批評，另一方面，1991年蘇聯解體使得鄧小平的影響力在保守派勢力中逐漸恢復。
1992年，邓小平在中国南方的深圳、珠海、广州、上海等地巡视，讲话，重申改革开放的重要性。其中，鄧小平批評在示威抗議結束後掌權的社會主義強硬派，並且稱讚創業精神和其他以市場為導向的政策。最初該意見遭到中國相關媒體的忽視，但是最後中國共產黨中央政治局則發布正式命令確立鄧小平的經濟改革開放作法。邓小平的九二南巡在中华人民共和国历史上具有重要地位，因六四事件而放缓甚至停滞的中国大陸改革开放自此重新提速。

### 審查制度

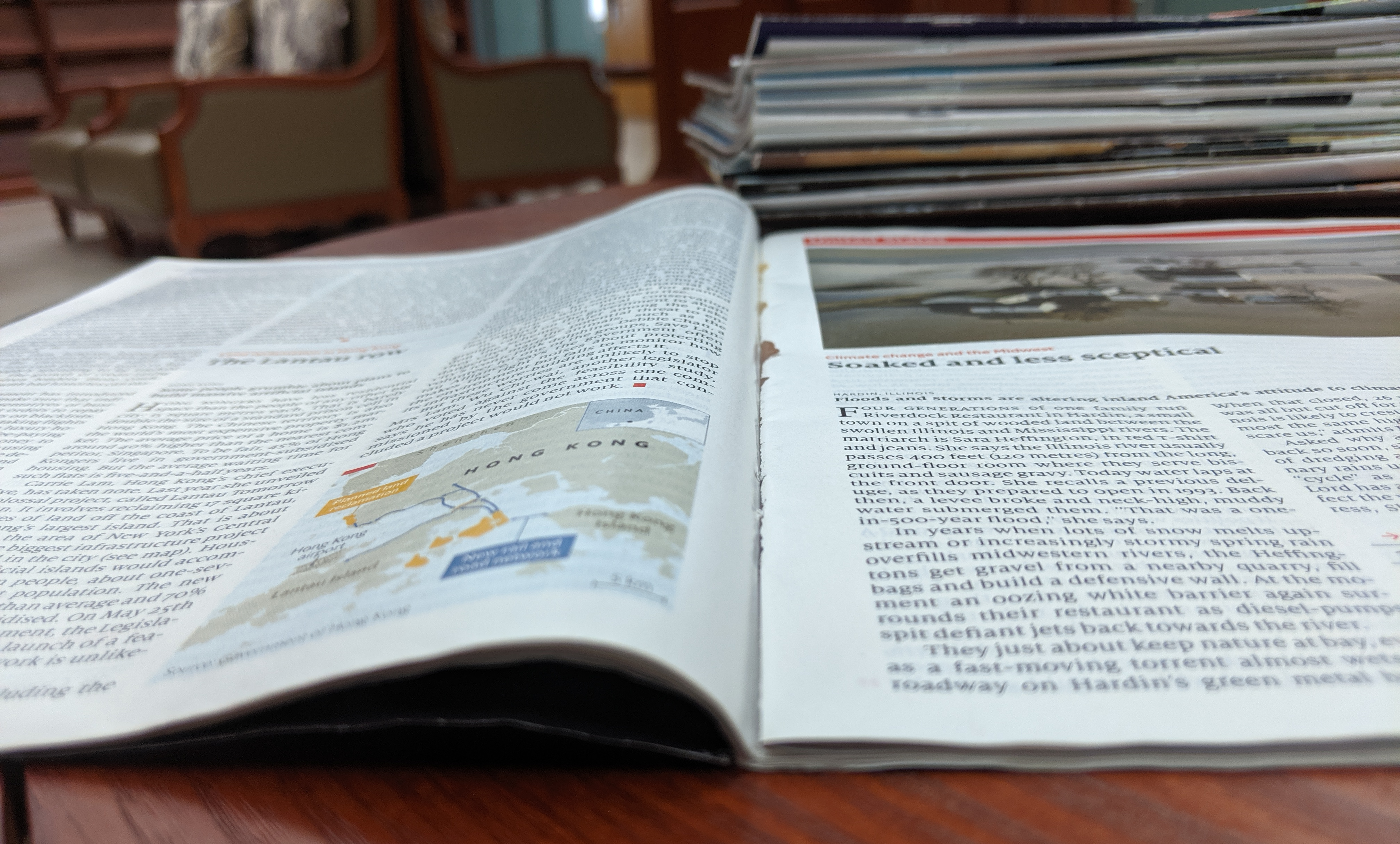
遼寧省圖書館存放的《經濟學人》內關於六四事件的一頁被撕掉

中国官方的审查机制嚴格限制有關六四事件的討論，並採取措施拦截或審查相關讯息，其中教科書也几乎没有记载此事；即使不得不有所提及的時候，相关內容也多是以中國官方觀點編寫而成。在抗議結束後，政府查禁了許多有爭議的電影和書籍，關閉了多家報社、出版社。在往後1年內，中國國內近12%的報紙、13%的社會科學期刊、150部電影遭取締，還有將近8%的出版公司也被迫歇業，此外，官方還宣布其已查獲3200萬本違規書刊和240萬份違禁影像。之後有關六四事件的新聞媒體內容和網際網路資源都因為實施審查制度而遭到限制或者是封鎖。受金盾工程影響，包含六四事件的网络內容在中國境內会遭封鎖，無法瀏覽。
中國大陸有許多文學作品因與六四事件相關而遭到禁止出版，例如收集許多该事件期間抗議诗歌的《六四詩集》便遭禁止，而小說《紫禁城》也因涉嫌六四內容遭到查禁，就连採訪趙紫陽或鮑彤的書籍都遭到查禁，其中包括由楊繼繩秘密採訪趙紫陽、整理其他否決中國政府決定之資料后撰寫而成的《中國改革年代的政治鬥爭》，以及受到政府壓力而無法出版的宗鳳鳴著作《趙紫陽軟禁中的談話》等書。比較特別的是在2009年5月時，趙紫陽祕密錄下的錄音紀錄成功偷運至海外，並且《改革歷程》一書得以編寫出版；而在2010年時，另一本依據李鵬在六四事件期間的日記整理後也以《李鵬六四日記》為名出版。
在中國的網路上搜尋「六四」或者是「天安門」等相关词语，則只會提供經過審查後的結果。在中國的網站伺服器一般不能提供六四事件的相關信息，而部分伺服器在國外的網站則長期遭受防火长城封鎖。在六四前夕，中國大陸各影音平台均會以「系統維護」為理由，禁止用戶使用彈幕功能、修改個人資料或發言；而各VPN供應商也會在每年六四前夕受到網路攻擊或干擾。另外，中國大陸的社交媒體對與六四事件相關的關鍵詞也實施了封鎖，公民實驗室自2009年起記錄了近3500個被封鎖的關鍵詞。在2006年1月時，谷歌同意在其中國大陸頁面審查有關六四事件和其他中國政府認為「敏感」之內容，不過2010年1月時宣布撤除相關的審查合作。
而後十余年间，整個運動的壓制开始略有松绑以來，仍不少教科書談及六四事件時大多以「清場」而非「鎮壓」來形容事件，並以「平息事件」來結尾。而於香港，當地的教育局公布的課程修訂大綱中沒有提到「六四事件」，而被問及時表示因為「未有納入的事件因在中國歷史發展中並不重要」（然而重大的九二南巡与此事件直接相关）。2012年2月，中國政府放寬對趙紫陽的內容審查，百度百科首次出現關於趙紫陽的文章。媒體纪录片方面，2021年6月20日央视放映了《敢教日月换新天 第十一集 举旗定向》，片中采取了1989年之后中国开始加速体制问责，此后社会相对独联体国家急速发展的口吻，并以客观上逐渐得到了高度肯定的政治评价做結。
但是，中国政府相关的审查卻存在实践上的矛盾。例如每年6月初（尤其是中共十九大以来），中國的网络媒体集体对更換头像、更改用戶暱稱做出的限制和相关言論控制的增强，甚至還因此出现了對此並不知情的网络红人因“踩雷”而被封杀的相关事件，這樣的做法反而導致对此事件不知情的民众产生疑問甚至进而设法得知这一事件，形成兩難。

### 政治低潮

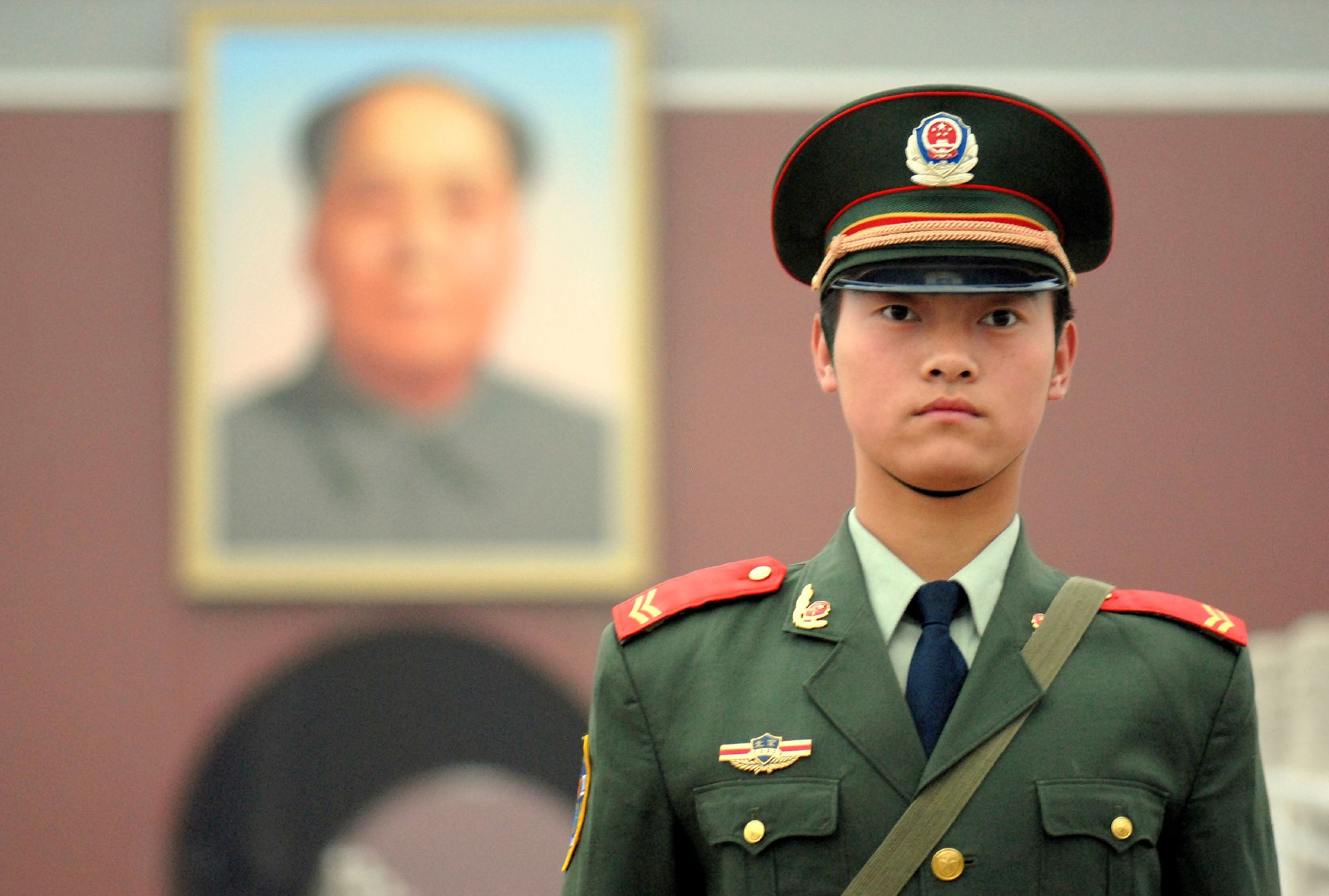
一名於天安門廣場戒備著的武警上等兵，其身後便是天安門城樓上懸掛著的毛澤東畫像

六四事件成為中國政治體制改革的分水嶺，此後針對政治體制的改革均被中共視為禁忌；而要求民主的大規模社會運動亦再未发生，中國的民主氛围每況愈下。21世紀后，大量中國公民均不愿谈及该话题，包括知識分子在内的部分改革支持者亦不渴望政治變革，轉而專注經濟改革。而許多中國公民都不知道有關六四事件的情形。不过每逢6月4日，中國政府并不允許与六四事件相关的活動存在，例如在六四事件二十週年的2009年6月4日，中國政府便在天安門廣場附近加強警備，其中除了穿著制服的民警与武警成員外，還有數百名便衣警察出現在廣場上。之後新聞媒體工作人員被拒絕進入廣場內，那些試圖在廣場上拍攝或者採訪持不同政見者的記者則遭到短暫拘留。而在六四事件二十五週年前夕，高瑜、浦志强、徐友漁、郝建、刘荻、胡石根等人則因為參與相關紀念活動而遭到逮捕。另外每年六四事件週年紀念期間，中國政府亦會關閉全球社群網路服務的網站連結並且加強對於中國持不同政見者的監視。
但在這般情況下，以丁子霖为主要发起者的天安門母親運動等人士或者組織仍然會繼續報導有關六四事件的經過，而多年來一些中國民眾也呼籲中國政府重新評估抗議活動，補償遇難者家屬，如天安門母親運動便要求賠償、平反受害者並且歸還在中國與海外所籌到的募款金額。而曾經參與軍事鎮壓的前軍人張世軍更是向中央軍委主席胡錦濤發表了公開信，期望政府能夠就六四事件重新評估其歷史價值，但隨後他便在自己的家中遭到逮捕。不過雖然中國政府從未正式承認在六四事件期間有從事不法行為，但在2006年4月時則在政府首次公開的情況下接受六四事件相關受害人家屬的申訴，並且以「困難補助」的名義向在四川死亡的周国聪的母親唐德英賠償將近70,000元人民幣。1989年6月6日周國聰在成都市遭到警方拘押，2天後逝世。這一舉動獲得中國許多活動家的歡迎，但是一些人則將這案例視為為了維護社會穩定的舉動，並不認為它是預告中國官方立場將有所變化的行動。
直到八九民運三十周年，即2019年时，六四事件的話題在中國仍然是敏感話題。法国广播电台报道认为，一批香港記者在事件三十週年之際，以攝製紀錄位片、撰寫文章和口述當年事件的所見所聞的方法，傳承歷史真相；另一方面，法广认为一些親建制派傳媒由過往不主動提及事件以達到讓人遺忘的目的，轉為以諷刺、批評及錯誤論述等方法營造「六四事件可以爭拗」的現象。中共中央机关报在运动中期称其為「动乱」，後譴責为“反革命暴亂”，至今六四事件在中國大陸仍為敏感話題，仍被嚴格限制討論或悼念。儘管事件本身對中国现政府的影響力不斷減弱，在中國大陸以外地區仍有許多人主張“轉型正義”:634。

### 觀點變化
在此事件结束后多年，特别是进入2000年后，中国经济的高速发展使得民众生活水平普遍得到提高，并使中国成为全球第二大经济体及军事强国。国家实力的提升，中国民族主义高涨，使得对中国大陆民众因经济差距倒向“西方怀抱”的担忧被消解，中国共产党和中国特色社会主义制度的合法性得以稳固。2010年皮尤研究中心的调查认为，中国政府的受信任度和合法性仍然很高，其从2007年的83%增加到2010年的87%。研究还发现，有87%的中国人满意他们的政府，74%的中国人认为他们的政府正走在一条正确的道路上。
在此背景下，中国社会对六四事件中政府措施持否定态度的舆论观点有所减少。从2010年代开始，支持政府的立场更是不断升温，政府武力结束事件的方式更多地获得认可，对事件本身的负面评价则同时增加,持有否定观点的甚至包含当年事件中的民主派人士。而中国大陆的部分公众人物（如马云）还开始在言论中引用六四清场这一事件，其立场则直接体现出对政府的支持。六四清场中，政府使用坦克清场的方式更是被大量中国大陆民众认为是暴力镇压最为有效的手段。例如2019年6月香港反对逃犯条例修订草案运动爆发所造成的陆港之间民间舆论的严重对立，在中国大陆民众呼吁中央政府直接以武力镇压结束的呼声中，即有人提议使用六四清场方式，出动坦克驱离，直接结束运动。

## 流行文化
在學生示威活動遭到鎮壓後，於1989年6月4日在羅馬舉辦演唱會的英國搖滾樂團治療樂隊，在最後安可曲中將「信仰」一詞改為「今日於中國死去的每個人」。比利·喬在其1989年9月發布的單曲專輯《We Didn't Start the Fire》中，則以「中国处于戒严状态」將六四事件作為倒數第二個歷史事件引用。而前衛搖滾樂團海獅合唱團則在創作的歌曲《日落城之王》中使用天安門廣場來作為印象圖片，同時歌曲內也出現「6月4日的傀儡国王」等歌詞。同年11月時瓊·拜亞在她的專輯《Speaking of Dreams》中亦以歌曲《中國》來紀念六四事件，之後她亦說到專輯是為了「堅持非暴力手段而付出巨大代價、已經永遠改變中國面貌」的天安門廣場上之學生。R.E.M.在1991年推出《閃亮快樂的人》，在專輯歌曲上諷刺性的安排有關中國政府對於六四事件的宣傳內容翻譯。1992年，罗杰·沃特斯也推出專輯《歡愉致死》，在歌曲《看電視》中對於西方世界就六四事件的反應進行沉思。2013年，AKB48推出专辑《Team A 6th Stage“目击者”》，其中歌曲《目击者》疑似影射六四事件，导致在2014年SNH48引进同名专辑时该歌被删除。2020年10月15日，阿根廷艺术家尼科西亚发行的专辑 《Fang Yin》中的单曲《1983，空间报告》直接使用了6月4日至6月5日在中国中央电视台播出的《新闻联播》（从「北京的态势急转直下」起）作为背景音乐。
在1992年時，由李國豪主演的電影《龍霸天下》則於電影中出現六四事件的部分場景，在電影中李國豪扮演一個在六四事件期間死亡的美國政府僱員其兒子。《辛普森一家》“咕咕鸡饭”一集中，当辛普森一家参观天安门广场时，看到广场上的一块石碑上写着“1989年，在这里，什么都没有发生”。“Death Has a Shadow”一集的一个切出镜头中，彼得·格里芬在天安门广场将一名中国男子向前推以阻挡坦克。2009年6月3日，英國廣播公司則播出紀錄片《凯特·阿迪重返天安門》，由記者凱特·阿迪再度前往中國並且回憶在1989年所目睹的事件發生經過。2024年6月，親歷六四的華裔旅英作家以筆名Lai Wen發表小說《天安門廣場》，《泰晤士報》書評形容其是「80年代北京版的埃琳娜·費蘭特」。
在华语世界，在1990年由麥當傑指导的《省港旗兵4：地下通道》是由六四後的「黃雀行動」为背景展开的故事。同年由徐克导演的电影《倩女幽魂II》，及其由黄霑创作、张学友演唱的片尾曲《人间道》以“大地江山，怎么会变成血海滔滔，世间怎么尽是无间道”等歌词，影射六四事件。2006年時由中國導演婁燁執導拍攝的《頤和園》同樣提及六四事件，並有數個影像在實際的北京街道上拍攝。該片在中國大陸被禁止公開上映。华语乐坛较为知名的涉及六四歌曲，还包括谢安琪《家明》，万能青年旅店《在这颗行星所有的酒馆》（歌詞以“酒馆”代指“坦克”），达明一派《回忆有罪》，以及李志的《广场》、《1990年的春天》，《人民不需要自由》等。
中國藝術家岳敏君以六四事件為靈感而創作的油畫作品《處決》在2007年時成為拍賣價格最為昂貴的中國當代藝術作品。而同樣是中國藝術家的王興偉則將原本受傷學生躺在單車上抬離現場的新聞照片，以企鵝圖像加以取代並且重新繪製出油畫作品《新北京》。2019年4月，德国徕卡相机公司上线了一支名为“徕卡：猎手”的系列广告片，因片中涉及中国的部分提及六四事件，此片被中国封杀。
2020年11月13日发售的游戏《決勝時刻：黑色行動冷戰》，前導預告中出現了一秒有關该事件的畫面，該預告片也因而在中國被下架。而後發布了經過修剪編輯的預告片（仅删减画面，未删减音频）。2022年6月3日，中國帶貨主播李佳琦的销售直播中出現了一款和路雪（Wall's）多层冰淇淋，隨後直播遭到中断，被普遍認為是因冰淇淋造型类似坦克，令人產生六四聯想。李沉寂109天後低調復出。

### 北京以外各地情况
- 天津
- 河北
- 黑龙江
- 吉林
- 辽宁
- 山西
- 山东
- 河南
- 上海
- 江苏 (南京市)
- 浙江
- 安徽
- 福建
- 江西
- 湖北 (武漢市)
- 湖南 (長沙市)
- 广东 (廣州市)
- 广西
- 海南
- 四川 (成都市)
- 云南
- 贵州
- 陕西 (西安市)
- 甘肃
- 西藏
- 青海
- 宁夏
- 内蒙古
- 新疆

### 類似運動
- 五四运动
- 北平七五事件
- 酬恤金进军事件
- 8888民主運動
- 东欧剧变
- 二二八事件
- 特拉特洛尔科事件
- 布拉格之春
- 天鹅绒革命
- 太陽花學運
- 光州民主化運動
- 人民力量革命
- 四五運動
- 野百合學運
- 雨傘革命
- 反對逃犯條例修訂草案運動
- 白紙運動
- 柏林墙倒塌
- 六八运动

## 延伸阅读
- 吳仁華. . 美國加利福尼亞州: 真相出版社. 2009年. ISBN 978-0982320389 （中文（香港））.
- 劉賓雁. . 美國紐約: Pantheon Books. 1989-12-30. ISBN 978-0394583709 （英语）.
- 黃明珍. . 美國紐約: 斑塔姆出版社（英语：Bantam Books）. 1997-05-19. ISBN 978-0385482325 （英语）.
- 哈里森·索爾茲伯里. . 美國紐約: Harper Perennial. 1993-05-01. ISBN 978-0380720255 （英语）.
- 張良; 黎安友; 林培瑞.  [The Tiananmen Papers]. 美國芝加哥: 公共議題（英语：PublicAffairs）. 2002-06-04. ISBN 978-1586481223 （英语）.
- 史景遷. . 美國紐約: 諾頓公司. 1999-01-17. ISBN 978-0393973518 （英语）.
- George Black和Robin Munro. . 美國霍博肯: 約翰威立. 1993-04-19. ISBN 978-0471579779 （英语）.
- Jeffrey N Wasserstrom和Elizabeth Perry. . 美國博爾德: 西景出版社（英语：Westview Press）. 1994-11-17. ISBN 978-0813320427 （英语）.
- Michel Oksenberg、Lawrence R. Sullivan和Marc Lambert. . 美國阿蒙克: M. E. Sharpe. 1990年. ISBN 978-0765640574. （原始内容存档于2014-01-06） （英语）.
- Philip J. Cunningham. . 美國朗漢: Rowman & Littlefield. 2010-11-16. ISBN 978-0742566736 （英语）.
- 邓小平.  第三卷. 北京: 人民出版社. 1994年. ISBN 978-7-01-001862-1 （中文（中国大陆））.
- 王芳. . 杭州: 浙江人民出版社. 2006年. ISBN 978-7-213-03350-6 （中文（中国大陆））.
- 金冲及. . 北京: 社会科学文献出版社. 2009年. ISBN 978-7-5097-1007-4 （中文（中国大陆））.
- 《李先念传》编写组. . 北京: 中央文献出版社. 2009年. ISBN 978-7-5073-2812-7 （中文（中国大陆））.

### 外部連結
- 六四事件中趙紫陽對學生講話完整視頻 （页面存档备份，存于）
- （繁體中文） 趙鼎新：八九學運激進化論析 （页面存档备份，存于）
- 《六四事件真相-天安門文件》線上閱讀 （页面存档备份，存于）
- 《北京年鉴1990年》 （页面存档备份，存于）
- Tiananmen: The Gate of Heavenly Peace （页面存档备份，存于）
- 六四民運志 （页面存档备份，存于）
- 六四档案 （页面存档备份，存于）
- 网上献花，支持"天安门母亲" （页面存档备份，存于）
- 中国「六四」真相
- 中国人大网：关于制止动乱和平息反革命暴乱的情况报告
- （新華网）历程：奉命执行北京市部分地区戒严任务 （页面存档备份，存于）
- 八九六四 - 中国数字时代 （页面存档备份，存于）
- （英文） China: death of Hu Yaobang, former General Secretary of the Communist Party; student demonstrations （页面存档备份，存于）
- （繁體中文） 六四記憶‧人權博物館 （页面存档备份，存于）
- （繁體中文） 六四民運 (June4th 1989 Archive) （页面存档备份，存于）
- （繁體中文） 香港市民支援愛國民主運動聯合會
- （繁體中文） 【六四事件29年專頁】新一代熱情冷卻　堅持初衷的人尚有多少？ | 香港01 （页面存档备份，存于）
- YouTube上的六四学运领袖今安在
- （繁體中文） 人民不會忘記 八九民運實錄（二十周年再版）
- （英文） The Tank Man （页面存档备份，存于）
- （英文） The U.S. "Tiananmen Papers" （页面存档备份，存于）
- （英文） Tiananmen Square, 1989: The Declassified History （页面存档备份，存于）
- （英文） Virtual Museum of China '89 （页面存档备份，存于）
- （法文） Tiananmen 1989: la fin des illusions démocratiques en Chine （页面存档备份，存于）